# Uxmal
Uxmal est une antique cité maya de la période classique. Uxmal est située dans l'État mexicain du Yucatán, à 78 km au sud de Mérida, et à 15 km au sud-est de Muná.
Le nom d'Uxmal (prononcer « Ouchmal ») vient d'un mot maya yucatèque qui signifierait «Trois-fois-construite». Son essor, son apogée et son déclin couvrent une période assez brève aux IXe – Xe siècles. Gouvernée par des dirigeants compétents et stimulée par une alliance de courte durée avec Chichen Itza, Uxmal a maintenu son apogée pendant quelque cent cinquante ans, d'environ 800 à 950 ap. J.-C.
L'architecture d'Uxmal est typique du style Puuc, caractérisé par des façades au niveau inférieur très dépouillé et au niveau supérieur plus travaillé.
Les principaux édifices du site sont :
- la pyramide du Devin ou du Magicien ;
- le quadrilatère des Nonnes ;
- le palais du Gouverneur ;
- la maison des Tortues dédiée au dieu de la pluie Chac.

## Histoire antique
L'état des ruines d'Uxmal, soigneusement restaurées et entretenues à l'intention des touristes, peut donner l'impression fallacieuse que le site est bien connu. Reconstruire l'histoire d'Uxmal est en fait une entreprise délicate : on ne dispose que de sources ethno-historiques qu'il faut interpréter avec prudence et de données archéologiques insuffisantes.
Traditionnellement, Uxmal est associé au groupe maya des Xiu. S'il faut en croire un arbre généalogique que les Xiu rédigèrent en 1557 à l'intention de la couronne espagnole pour prouver l'ancienneté de leur lignage, leur ancêtre Hun Uitzil Chac Tutul Xiu aurait été le fondateur d'Uxmal. On retrouve également son nom cité dans les Livres de chilam Balam, à la tête des Xiu qui se seraient établis à Uxmal au cours du Katun 2 Ajaw (que l'on identifie à l'an 751 de notre ère. Les Xiu auraient régné sur la cité jusqu'au Katun 10 Ajaw (928). L'archéologie ne nous a livré que le nom d'un seul souverain d'Uxmal, Chan Chaak K'ak'nal Ajaw, également connu dans la littérature archéologique sous le nom de Seigneur Chac, qui a construit quelques-uns des plus grands monuments d'Uxmal entre 895 et 907, notamment le Quadrilatère des Nonnes et le Palais du Gouverneur. Le glyphe de son nom apparaît dans une inscription de la cité voisine de Kabah. Il est représenté en tenue guerrière sur la célèbre Stèle 14, foulant aux pieds deux captifs nus. Il existe diverses indications d'interaction entre Uxmal et Chichen Itza. Le nom d'un souverain de cette dernière cité, Kakupacal, apparaît à Uxmal. La découverte des ruines d'un temple rond, qui rappelle le Caracol de Chichen Itza, va dans le même sens

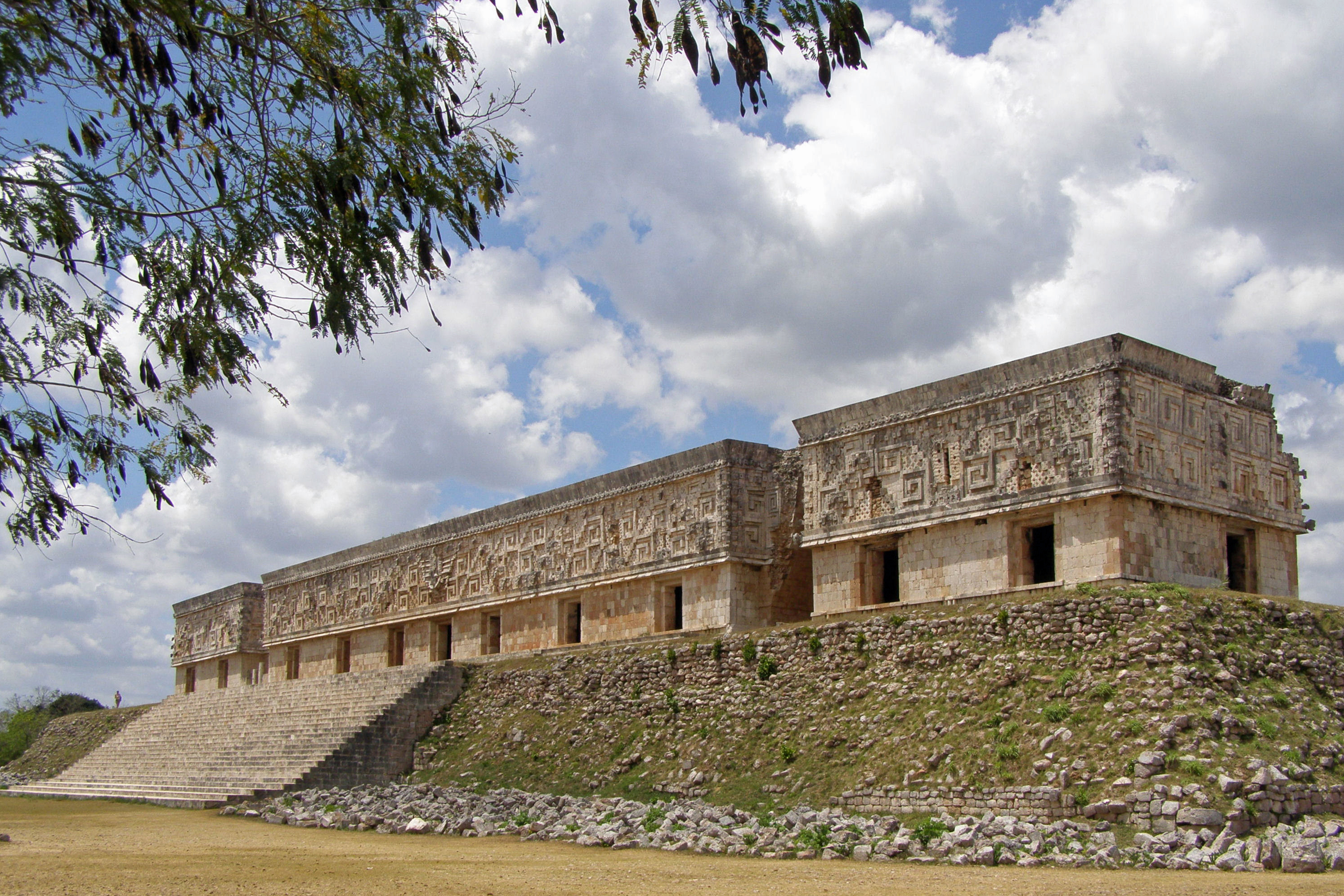
Le "Palais du Gouverneur"

Bien que la chronologie reste floue, ces données permettent d'esquisser une histoire d'Uxmal. La région est restée longtemps peu peuplée, malgré la fertilité du sol de la vallée de Santa Elena : les cénotes y sont moins nombreux qu'ailleurs dans le Yucatan et l'eau est rare. La situation change au VIIIe siècle grâce à un progrès technique : la construction de chultuns, des citernes souterraines où l'on peut stocker l'eau. Uxmal n'est d'abord qu'un centre Puuc parmi d'autres qui connaissent une importante croissance par immigration. Des chroniques maya postérieures de plusieurs siècles nous racontent l'arrivée des Xiu en provenance du sud. Leur origine exacte demeure un sujet de discussion. Uxmal s'affirme à la fin du IXe siècle et devient le centre d'un état régional, sans doute avec l'appui de Chichen Itzá, sous le règne de Chaak K'ak'nal Ajaw. Une intense activité architecturale à Uxmal coïncide avec une diminution de cette activité dans les petits centres environnants, comme Oxkintok. La splendeur d'Uxmal fut éphémère : au milieu du Xe siècle, plus aucun monument d'importance n'est édifié. Le mur d'enceinte construit autour du centre de la cité semble indiquer que les habitants d'Uxmal aient éprouvé le besoin de se protéger. Il se peut que les Itzaj aient conquis Uxmal. La céramique Cehpech fait place à la céramique Sotuta, caractéristique de Chichen Itza. Une période de sécheresse intense constitue l'autre hypothèse pour expliquer le déclin de la cité.
Après la conquête espagnole du Yucatan (durant laquelle les Xiu s'allièrent avec les Espagnols), les premiers documents établis par les conquérants suggèrent qu'Uxmal, vers 1550, était toujours un centre d'une certaine importance, mais aucune cité espagnole n'y fut fondée et Uxmal fut bientôt abandonnée.

## Description du site
Même avant les travaux de restauration, Uxmal était dans un meilleur état de conservation que la plupart des sites mayas, grâce à la qualité inhabituelle de sa construction. La plupart des bâtiments ont été construits avec des pierres soigneusement taillées, évitant ainsi l'usage du plâtre. L'architecture maya égale ici celle de Palenque en élégance et en beauté. Le style architectural Puuc prédomine. Grâce à son état de conservation, c'est l'une des rares cités maya où un touriste peut avoir une bonne idée de ce à quoi pouvait ressembler un centre cérémoniel antique dans sa totalité.

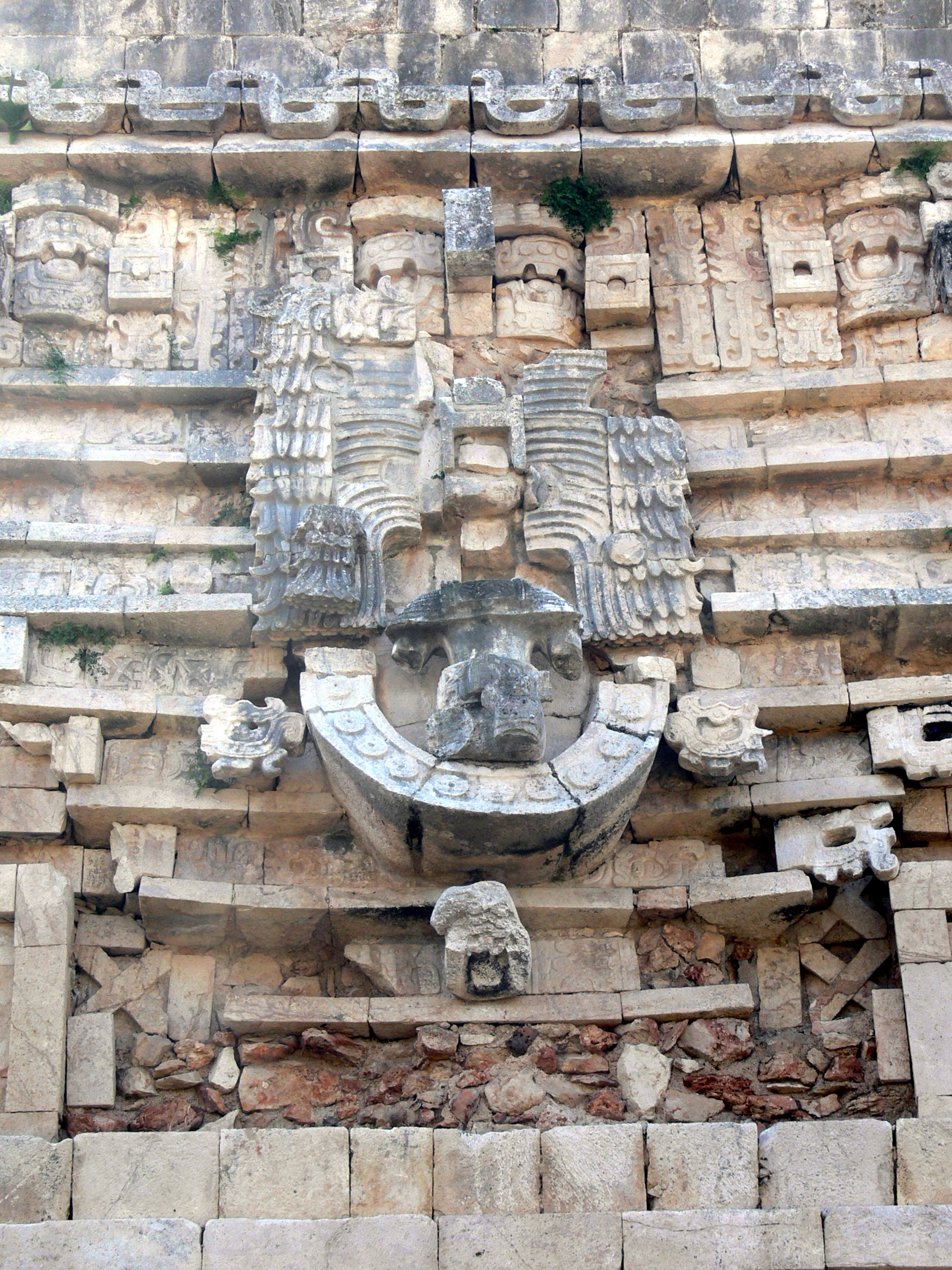
Sculpture représentant Chan Chaak K'ak'nal Ajaw au-dessus de l'entrée du palais du Gouverneur. La tête manque.

### Le palais du Gouverneur
Il a été commandité par Chan Chaak K'ak'nal Ajaw. Il incarne l'apogée de l'architecture Puuc. Il est supporté par une énorme terrasse de trois étages, de 181 mètres sur 153. Sur la partie ouest de cette terrasse se dresse le soubassement proprement dit du Palais. On accède à la façade principale du bâtiment par un escalier situé sur le côté est de ce soubassement. Le Palais, long de 98 mètres, large de 12 mètres et haut de huit est divisé en trois parties, séparées les unes des autres par deux hautes arches en encorbellement construites en retrait. La partie supérieure de la façade est décorée de motifs géométriques (carrés, grecques, bandes croisées...), de masques de monstre terrestre et de personnages, qui forment une mosaïque de près de 20 000 éléments. Cette composition très élaborée converge vers une statue en haut-relief de Chan Chaak K'ak'nal Ajaw placée au-dessus de la porte centrale. La statue est encadrée d'une série de barres-serpent, un emblème de la royauté maya à l'époque classique. Le léger contre-fruit de cette partie de l'édifice accentue sa légèreté. On a émis l'hypothèse, sans qu'il n'en existe véritablement de preuve, que la grande terrasse sur laquelle se dresse le Palais avait été conçue pour un quadrilatère du même type que le Quadrilatère des Nonnes dont la réalisation aurait été abandonnée. Le raffinement de ce bâtiment, considéré comme le chef-d'œuvre de l'architecture Puuc, suscite une admiration que John Lloyd Stephens a bien exprimée: «Il n'y a ni rudesse ni barbarie dans les formes ou les proportions de cette construction. Bien au contraire, l'ensemble frappe par la beauté et la symétrie de son architecture.». L'architecte américain Frank Lloyd Wright le considérait quant à lui comme un des monuments les plus remarquables du continent américain.

### La pyramide du Devin
Il s'agit d'un temple en forme de pyramide inhabituelle : les niveaux de la pyramide sont ovales plutôt que rectangulaires ou carrés. 

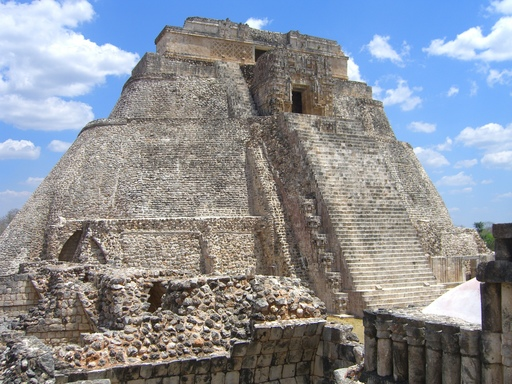
La pyramide du Devin. Vue nord ouest.

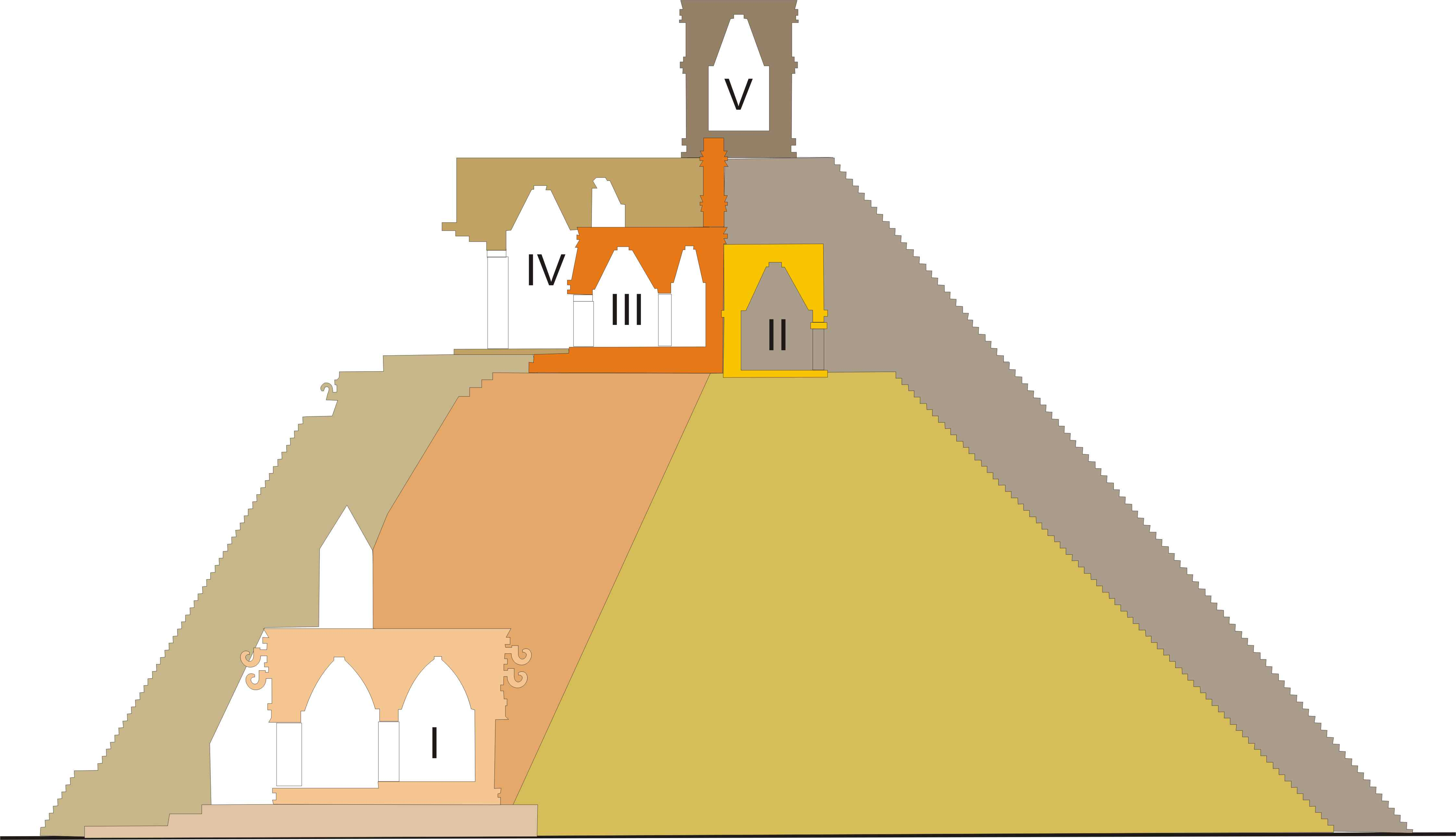
Coupe de la pyramide du Devin.

Comme c'est le plus souvent le cas en Mésoamérique la pyramide a connu plusieurs phases de construction -cinq-, chacune venant se superposer à la précédente. La partie ouest du Temple I est encore visible à la base de la pyramide. Sur la façade ouest, un escalier très raide permet d'accéder au Temple IV construit en style Chenes. L'escalier de la façade est mène au Temple V en style Puuc.

#### Le Temple I

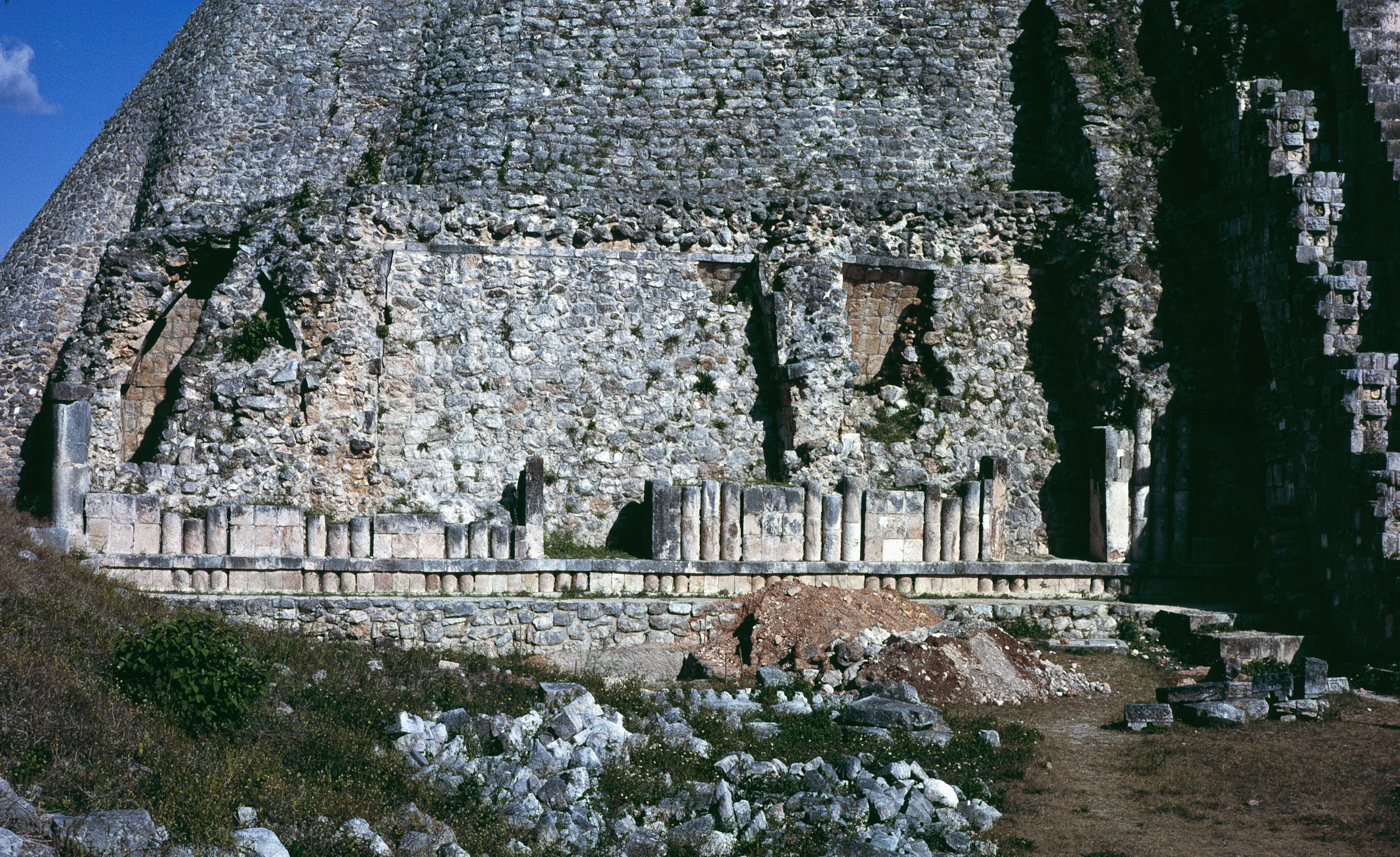
Temple I – Zone remblayée.

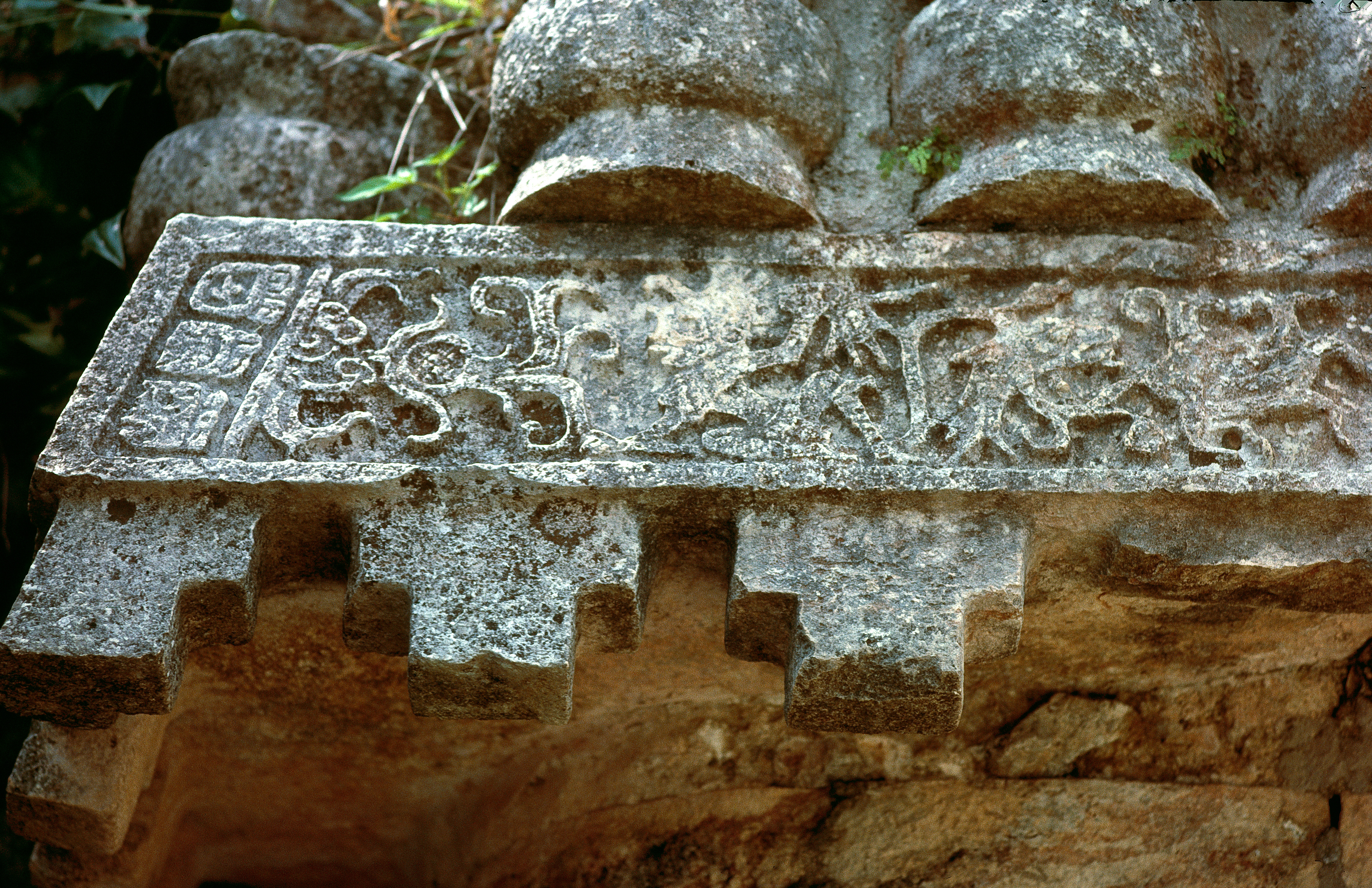
Frise avec hiéroglyphes et des scènes en relief.

L'élément le plus ancien est un bâtiment primitivement indépendant à l'est de la cour des oiseaux qui n'existait pas alors. Plutôt qu'un temple, il s'agit d'un bâtiment typique dans le style de Puuc classique de deux rangées parallèles de chaque fois cinq chambres. L'entrée centrale se trouve maintenant sous l'escalier occidental et n'est plus visible aujourd'hui.
Certaines chambres ont été probablement remplies pendant la construction de la dernière phase de la pyramide pour assurer la stabilité de l'édifice. Le linteau des portes était en bois, deux d'entre eux ont été retrouvées intacts. De l'un de ces linteaux une datation radiométrique donne les dates suivantes : 740-760 AD (Laboratoire n ° Hei 15 505, avec un intervalle de confiance de 1 sigma, ce qui correspond à 68 % de probabilité que la date d'abattage de l'arbre soit dans cette période).
La façade se compose de trois éléments : entre deux bandeaux, des colonnes basses, alternant avec des surfaces lisses sur l'ensemble du bâtiment. La surface de la paroi inférieure est remarquablement taillée et lisse. Entre les portes et les portes et les coins, se trouvent trois éléments, chacun avec trois colonnes qui s'étendent sur toute la hauteur du mur inférieur. La rangée de colonnes du mur ne correspond pas à celle de la base.
La corniche moyenne est exceptionnellement décorée de grands éléments monolithiques. Le bord inférieur est décoré d'éléments en forme de symboles « ik » («symbole du vent et du souffle vital»)  en forme de T qui sont des symboles du serpent à plume : Kukulkan. Suivent des motifs figuratifs, des vrilles, des poissons, des rubans et des textes hiéroglyphiques traversés d'os croisés. Enfin vient une rangée de colonnes.

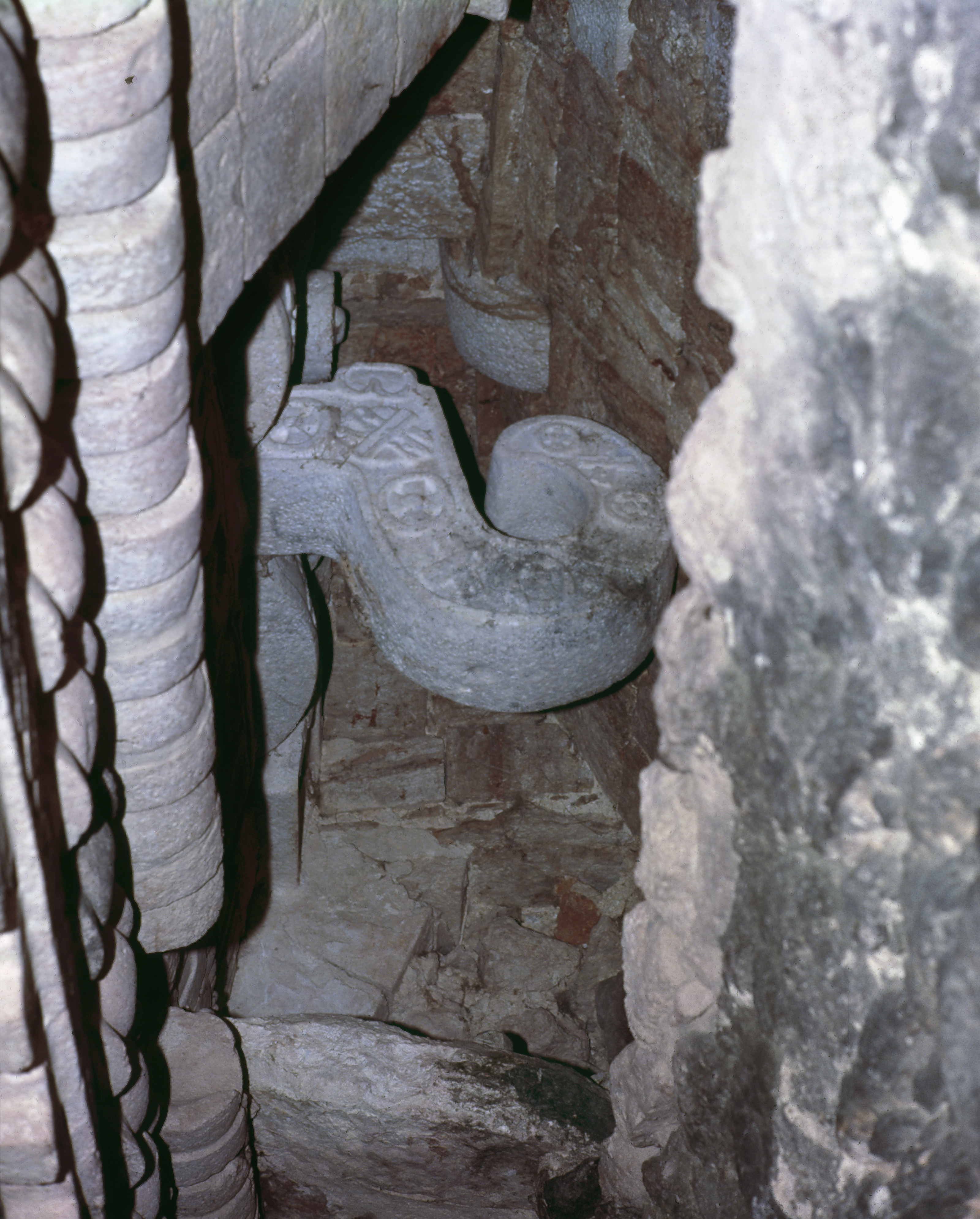
Masques museau en dessous de l'escalier ouest du temple IV aujourd'hui inaccessible.

La surface du mur supérieur est lisse, mais a été cassée au-dessus des entrées. De grands masques Chaac, doublement empilés avec leur tronc caractéristique. Sous l'escalier d'entrée au centre, se trouvait une sculpture appelée Reina de Uxmal (la Reine d'Uxmal), parfaitement conservée. En fait, c'est le visage partiellement tatoué ou scarifié d'un personnage masculin, qui jaillit de la gueule d'un serpent stylisé qui est une représentation classique tardive de Kukulkan que l'on retrouve aussi à Palenque et Chichen Itza. Cette statue a été enlevée pendant les travaux de restauration et se trouve actuellement au Musée national d'anthropologie. Il existait deux grands masques museaux parfaitement conservés. Depuis la dernière restauration, ils ne sont plus visibles, le passage ayant été fermé pour stabiliser l'édifice. Les corniches supérieures ne sont pas conservées dans leur forme d'origine. Des éléments trouvés dans les décombres laissent à penser à un modèle similaire à celui de la corniche du milieu.

#### Le Temple II
La première section de la pyramide actuelle a été construite dans la deuxième phase. Le temple II, haut de 22 mètres, est décalé à l'est par rapport à la façade arrière du premier bâtiment qu'il recouvre en partie. Pour des raisons de stabilité les chambres arrière ont été partiellement comblées. Le temple de cette pyramide est positionné à l'est de la plateforme, il se compose d'un portique, qui serait soutenu par huit colonnes (le nombre est de nature hypothétique, puisque les fouilles à l'intérieur de la pyramide, sont en cours).
L'accès à ce bâtiment se faisait par un large escalier situé à l'est. À une date ultérieure, le large portique a été divisé par 2 murs, dont chacun comprenait l'une des colonnes divisant l'espace en trois salles. La façade sur les côtés de la colonnade est lisse. Sur la paroi arrière du bâtiment s'élevait une crestería (terme espagnol signifiant « frise ou crête ajourée »), qui peut aussi avoir appartenu au temple III, et qui est visible par une ouverture creusée par les archéologues dans le sol du temple V.

#### Le Temple III

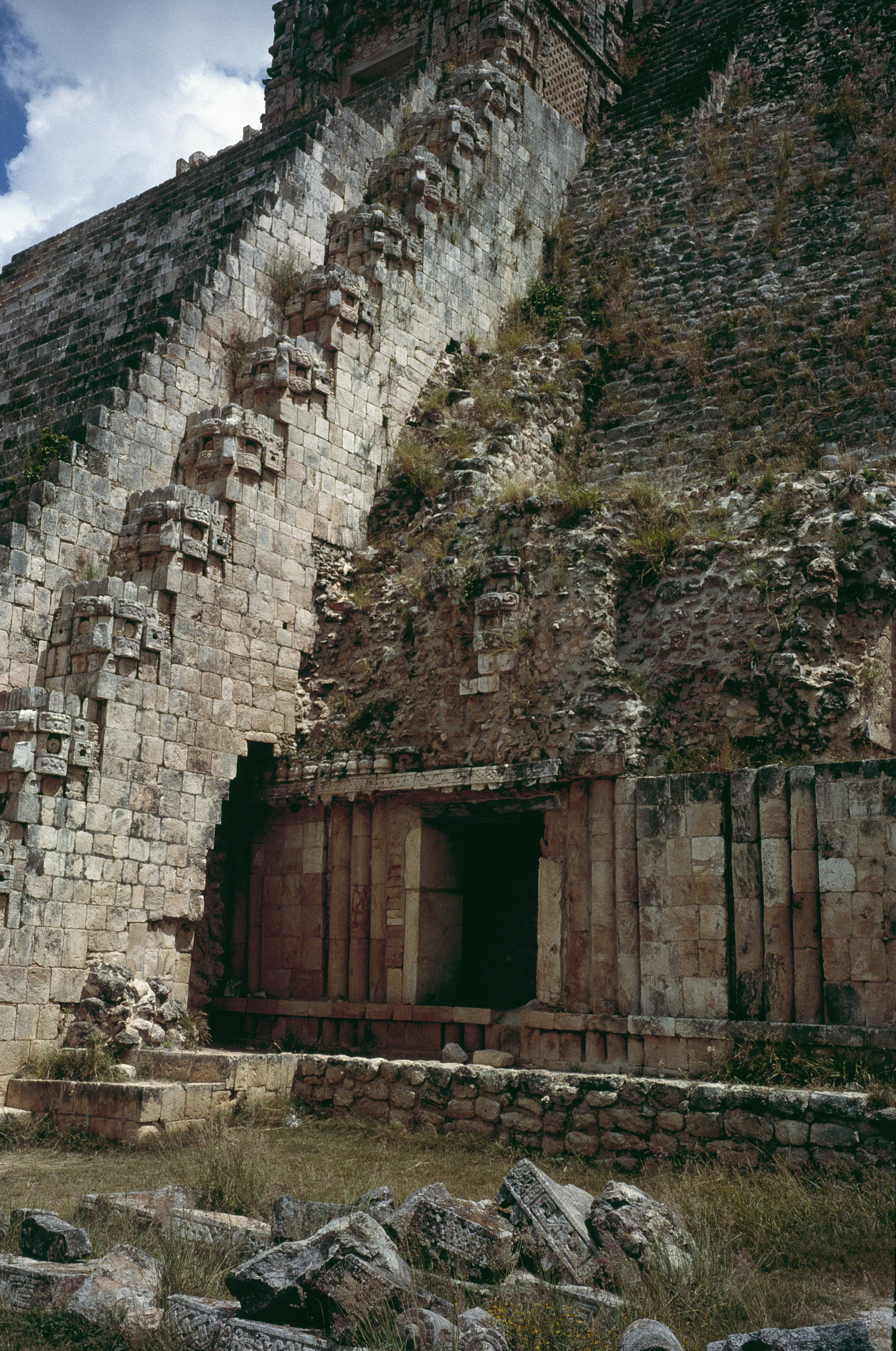
Reste des escaliers vers le Temple III. Escalier vers le temple IV au-dessus du Temple I. Chaine de masques de dieux Chaac

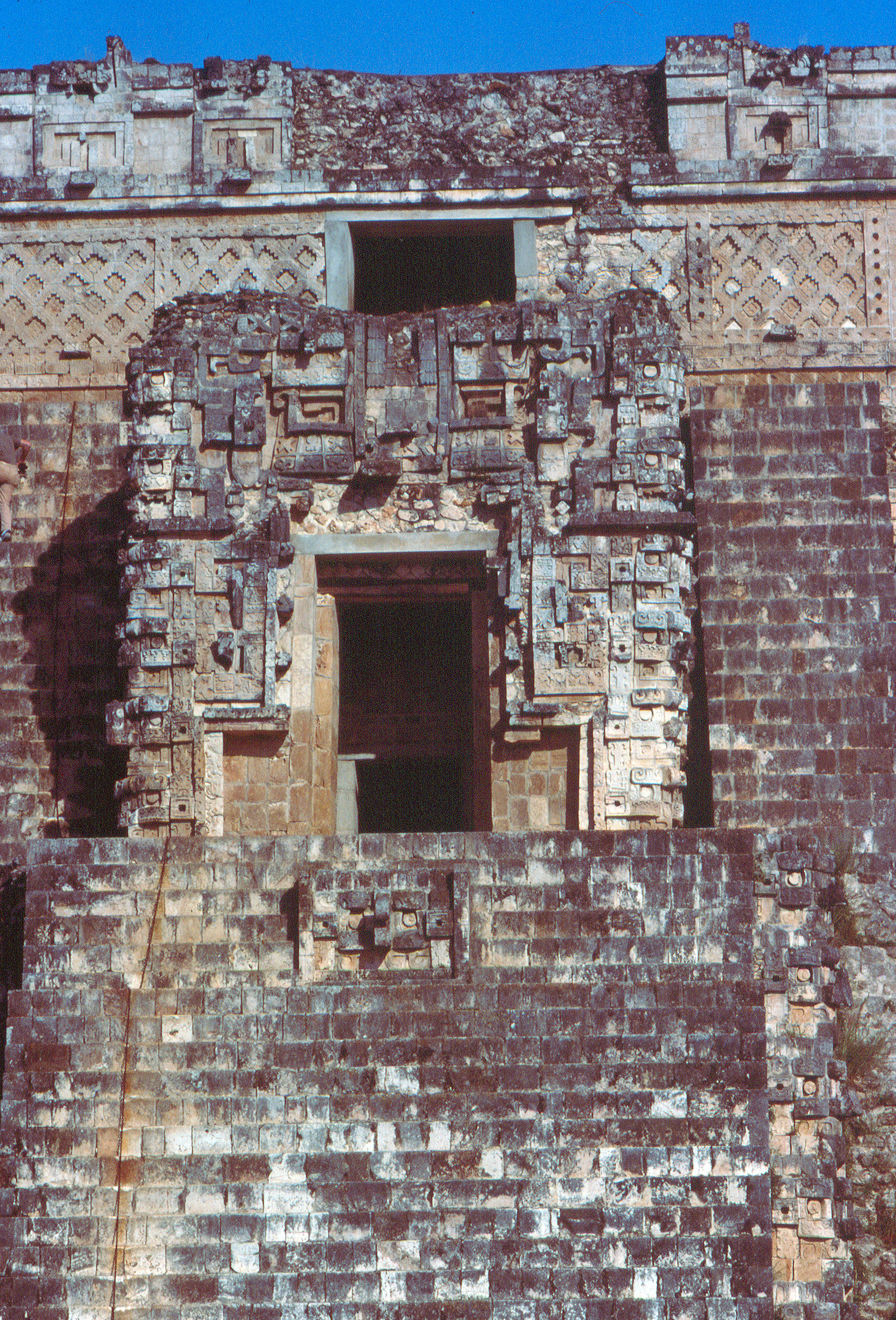
Temple IV, Entrée et façade vue de l'ouest.

Deux espaces (locaux) ont été ajoutés plus tard au mur arrière de ce bâtiment (Temple III)   escaliers dont ne subsistent que les traces. La moitié arrière de la salle avant et l'arrière ont été murés à une date ultérieure pour stabiliser le temple V. Le Temple a été complètement recouvert par des constructions ultérieures. Ce n'est que par un tunnel creusé par les archéologues au centre de l'escalier est qu'il a été découvert.
La façade de ce bâtiment a une corniche à deux pans inclinés et une corniche supérieure tripartite, correspondant au style traditionnel Puuc. Des tenons de pierre s'élèvent dans la moitié supérieure du mur comme support d'une décoration en stuc qui a disparu.

#### Le Temple IV

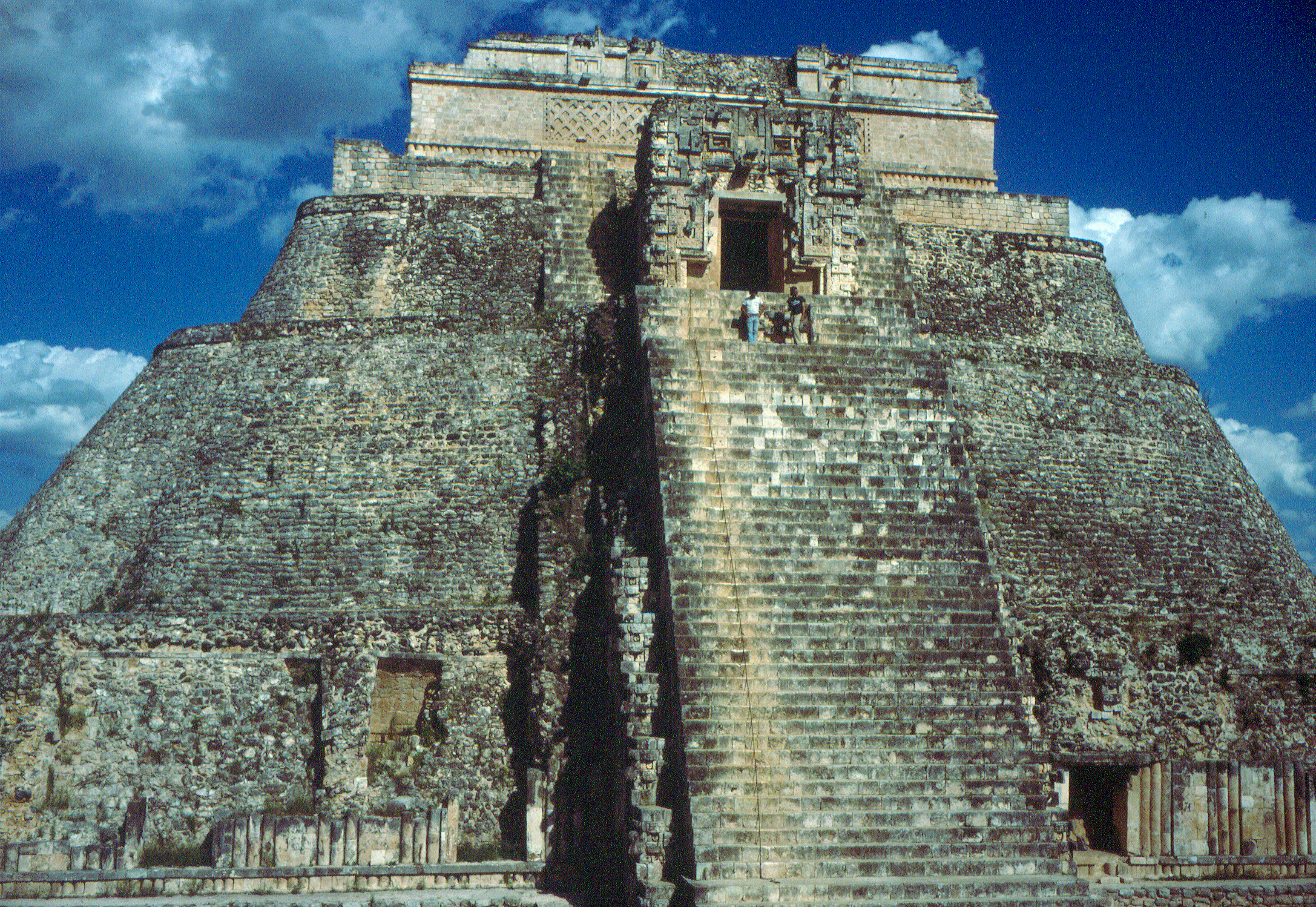
Pyramide du Devin. Façade ouest.

Il est construit au-dessus du Temple III. Il est accessible du carré des oiseaux par un escalier qui passe sur la façade du bâtiment qu'il recouvre. L'accès à la pièce du milieu du temple I donnait sur un passage voûté aujourd'hui muré pour consolider le bâtiment. L'escalier a sur ses bords une chaîne continue de masques de dieux de la pluie Chaac.
Le bâtiment surprend par une façade et une entrée dans le style des entrées en « gueule de créature zoomorphe », style que l'on retrouve aussi dans la région du Río Bec et du Chenes. L'intérieur est très haut : la voûte se situe à environ 4 mètres de haut. L'entrée était soutenue par deux linteaux de bois.

#### Le Temple V
Le plus récent et plus haut bâtiment comprend une chambre étroite dans le sens Nord-Sud et se trouve juste au-dessus du Temple II au niveau du faîte de la « crestéria » (qui est visible par une ouverture pratiquée lors des fouilles). Un nouvel escalier plus raide construit sur le côté est recouvre complètement le Temple II. Deux escaliers latéraux mènent au Temple V. Ces escaliers sont remarquables car ils contournent à droite et à gauche les parties principales du Temple IV. La chambre au sommet a une entrée à l'ouest. On y accède aussi par le grand escalier est et deux plateformes étroites au nord et au sud.

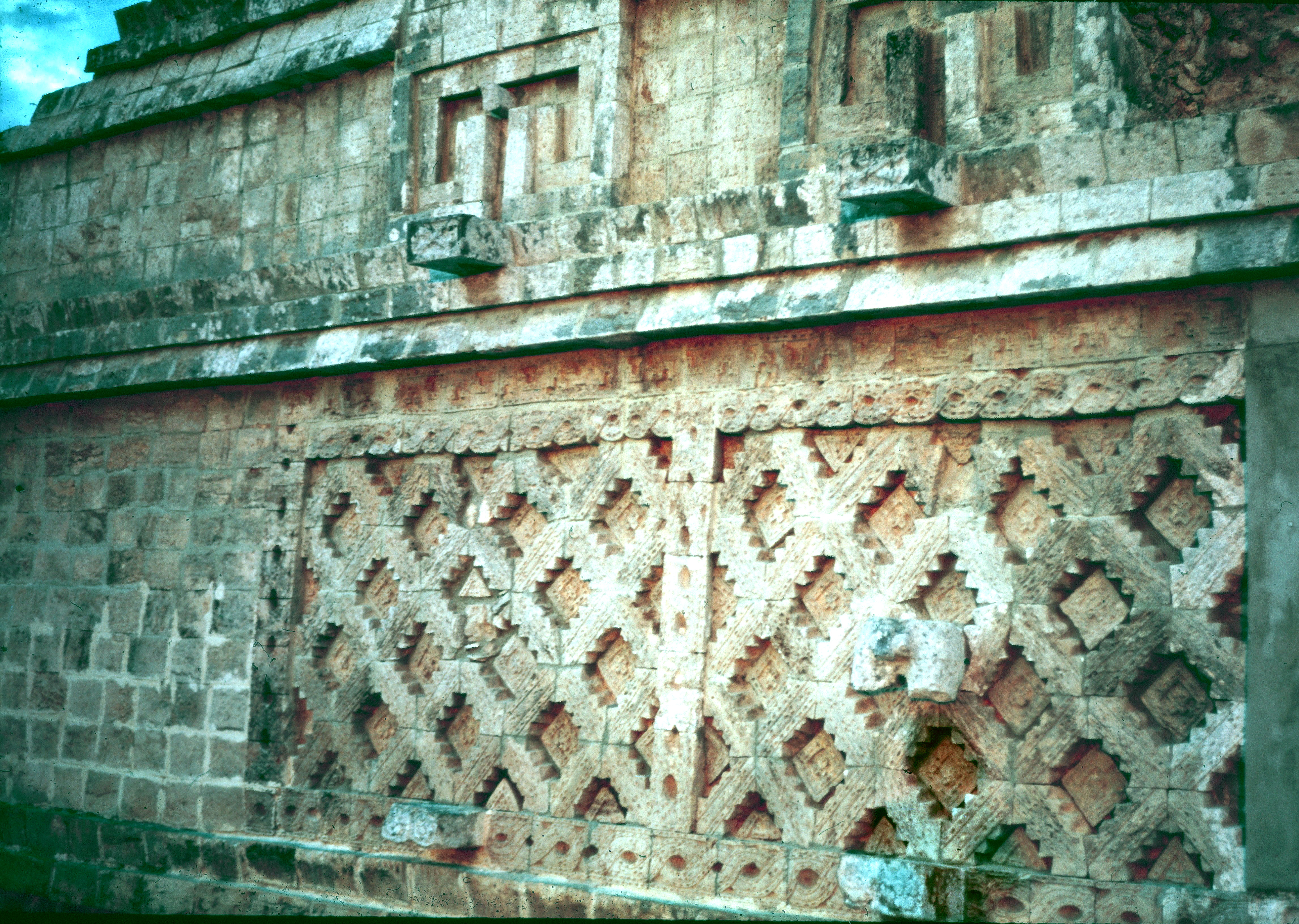
Temple V, façade ouest.

La façade ouest comprend deux rubans lisses qui encadrent des séries de colonnes. La surface de la paroi inférieure est composée des deux côtés de l'entrée unique de deux champs dentelés de croix obliques (chimez), au milieu de chaque champ se trouvait une statue, dont seuls demeurent les vestiges. Au delà  les surfaces des murs sont lisses.

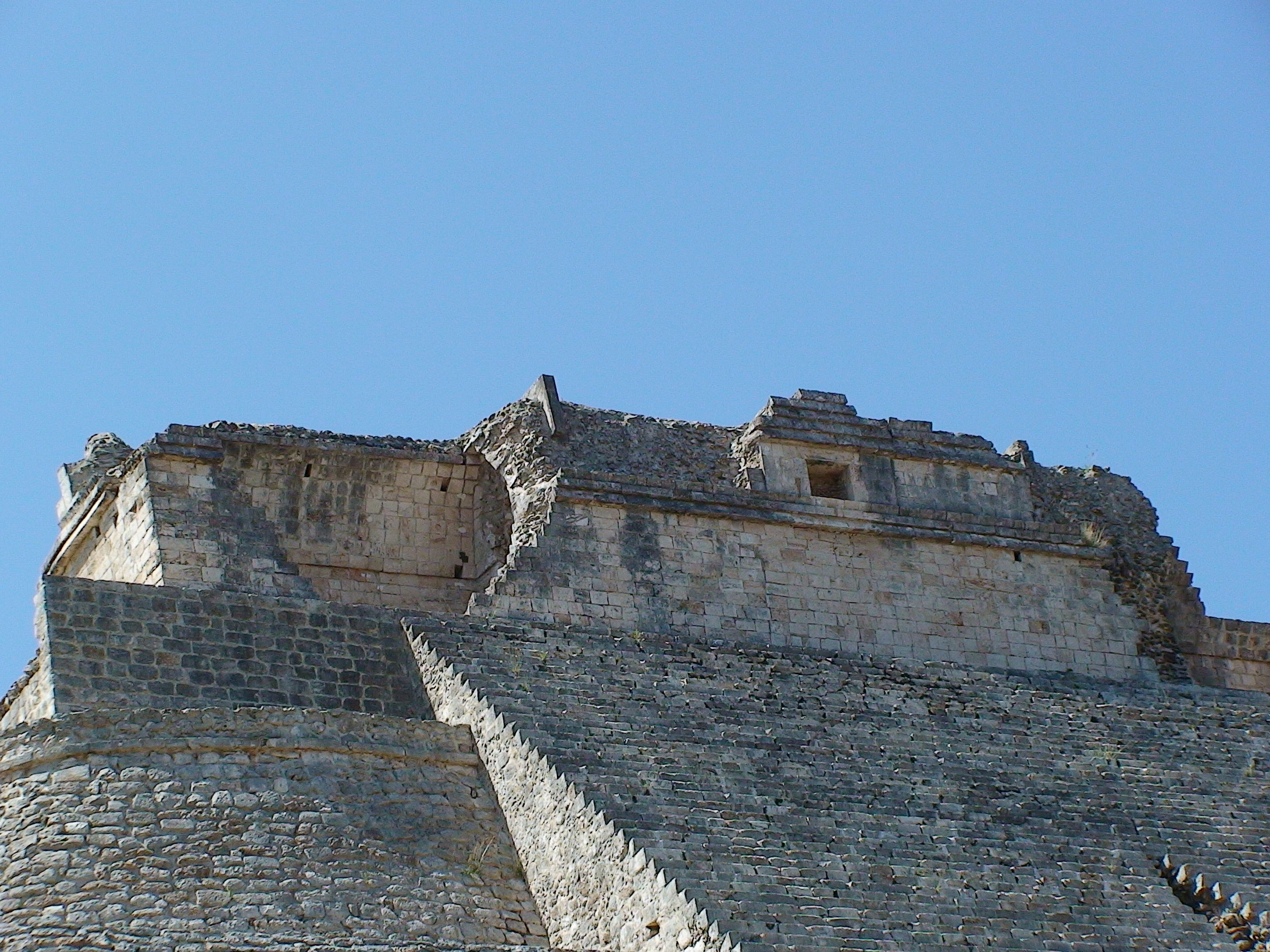
Templel V, façade est.

La corniche du milieu est constituée d'une bande lisse, encadrée de deux pans inclinés. La surface supérieure du mur a quatre méandres desquels dépasse un tenon rectangulaire qui ont sans doute servi à porter une figurine. La corniche supérieure est ornée comme celle du milieu.
La façade est beaucoup moins décorée. La moitié inférieure du mur est lisse et séparée de la partie supérieure de la corniche par les trois bandes habituelles. Du mur de la paroi supérieure peu de choses peuvent être dites car il est très dégradé. Dans le prolongement de la ligne centrale de l'escalier ouest on peut voir la représentation d'une maison traditionnelle avec toit de feuilles de palmes.
L'escalade de la pyramide n'est plus permis depuis l'ouragan Gilbert de 1988. Seul le bâtiment au rez-de-chaussée est ouvert aux visiteurs.

### Le Quadrilatère des Nonnes
Le rectangle qui désigne Uxmal sur une carte espagnole de 1557 représente sans doute le quadrilatère des Nonnes. Il s'agit donc d'un des édifices mayas les plus anciennement documentés par les Européens. On l'appelle Las Monjas en espagnol. Les Espagnols avaient tendance à donner ce surnom à des bâtiments possédant de nombreuses pièces rappelant les cellules d'un couvent, alors qu'il s'agissait en fait d'un palais du gouvernement. C'est le plus achevé des édifices d'Uxmal avec ses longs bâtiments décorés à l'intérieur comme à l'extérieur de sculptures très élaborées.
Il est formé de quatre édifices allongés disposés sur une plate-forme autour d'un patio de 65 × 45 m. Non seulement les quatre édifices se trouvent à des niveaux différents, mais ils diffèrent également par leur forme et leur décoration, tout en constituant un ensemble harmonieux.
L'édifice sud, construit au niveau du patio, est composé de deux galeries percées de portes intérieures et extérieures. Il y a huit portes de chaque côté, menant chacune à une pièce. Il est traversé en son centre par une arche à voûte en encorbellement donnant accès au patio. La partie inférieure lisse des murs est surmontée d'une frise de treillis alternant avec des représentations stylisées de huttes - appelées chanil nah par les Mayas modernes (qui signifie la maison du pays jaune, le jaune désignant le sud ce n'est qu'une métaphore de l'expression Bâtiment sud)  - disposées au-dessus des portes. Chaque hutte est surmontée d'un masque. Les panneaux de treillis alternent avec des pans de mur lisses ornés de trois colonnettes.

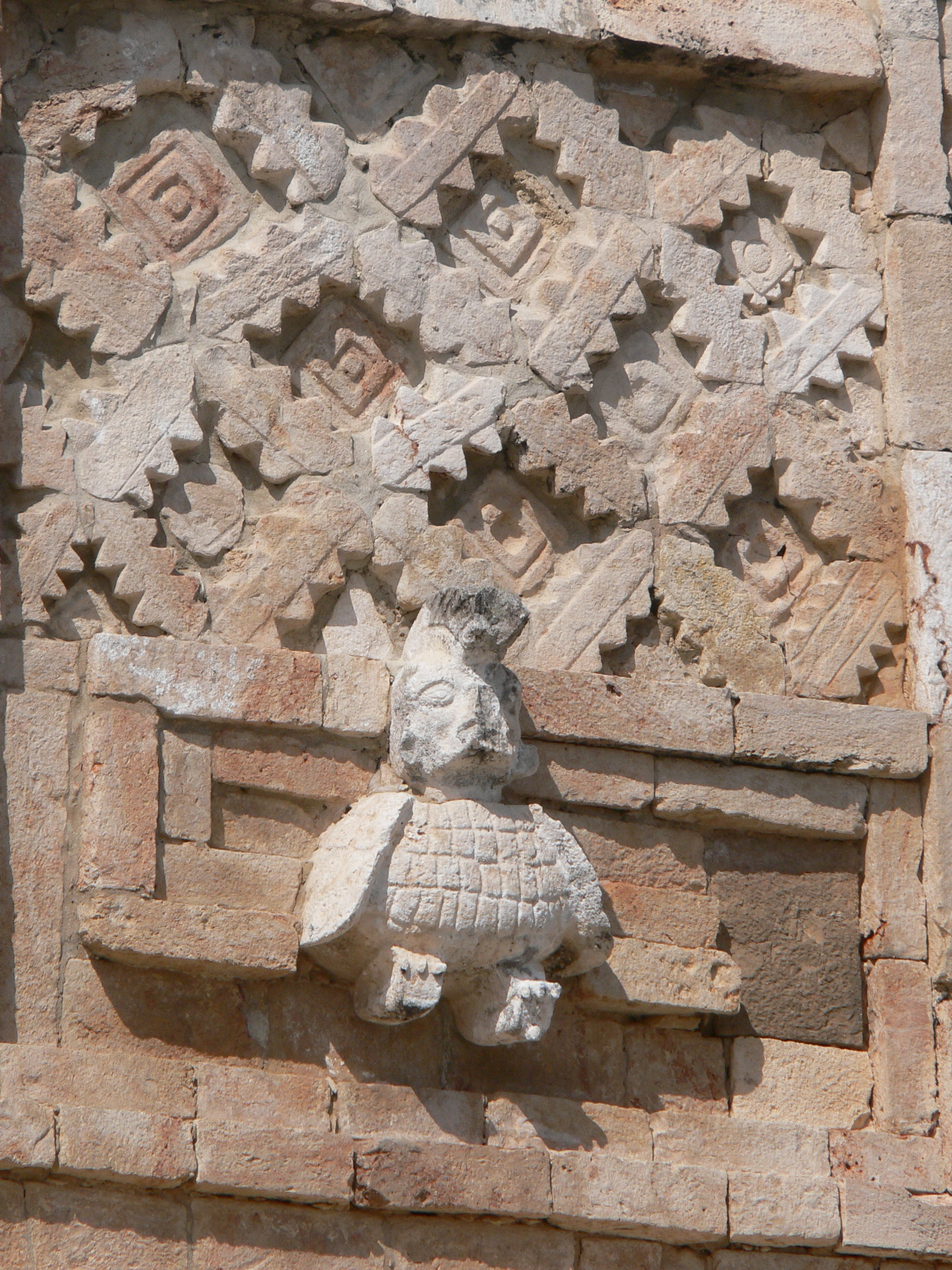
Édifice nord : sculpture de quetzal sur fond de treillis à motif floral

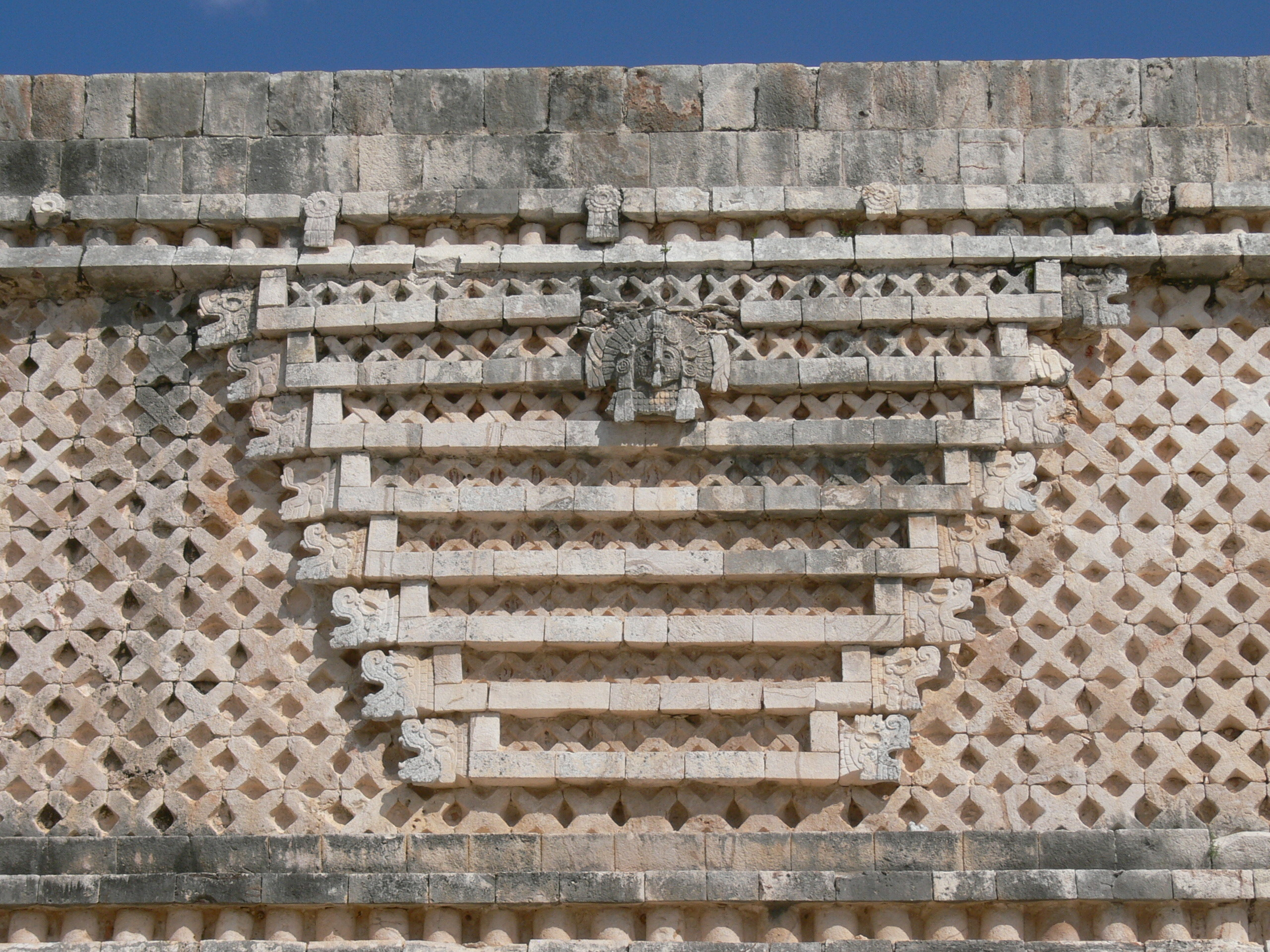
Frise de l'édifice est

L'édifice nord est le plus important du quadrilatère. Long de 81 m, il repose sur la plate-forme la plus élevée du quadrilatère. On y accède par un escalier large de 30 m, flanqué de deux petits édifices qui s'ouvrent par des piliers. Du côté sud, onze portes donnent accès à des chambres doubles. Il existe deux autres chambres doubles, l'une ouvrant à l'ouest, l'autre à l'est. la décoration est particulièrement compliquée. Le soubassement est décoré de colonnettes. La frise qui surmonte les portes est formée d'un treillis à motif floral et de grecques (symbolisant les enroulements de la langue bifide du crotale: le serpent identifiant Kukulkan), interrompus par sept empilements de masques, surmontés d'un masque de Tlaloc, alternant avec des représentations de huttes au toit de chaume soulevé par le vent et orné de trois serpents à deux têtes. Chaque hutte était surmontée de masques. Aucun ne subsiste intact, bien qu'au XIXe siècle, Frederick Catherwood en ait représenté un complet. Sous chaque hutte se trouvait une sculpture formée de deux jaguars aux queues entrelacées, dont il ne subsiste qu'un exemplaire. De la statuaire en ronde-bosse qui ornait la frise, il ne reste que trois figures mutilées : un joueur de tambour, un captif et un quetzal. La façade arrière de l'édifice nord est beaucoup plus sobre : des panneaux de treillis à motif floral alternent avec des panneaux lisses. Ces derniers présentent une alternance de personnages - sans doute des captifs - et de têtes de serpent.
L'édifice est est long de 48 m. On y accède par un escalier monumental. Il s'ouvre sur le patio par cinq portes. Par la porte centrale on accède à six pièces; par les quatre autres à des chambres doubles. La frise de la façade est formée d'un treillis de carrés sur lequel se détachent des trapèzes formés de huit serpents bicéphales et ornés chacun d'un masque difficile à identifier. Certains auteurs y voient une tête de hibou. Seules la porte centrale ainsi que les angles sont ornés d'un empilement de masques à long nez, représentant certainement le dieu de la Pluie Chac, reconnaissable à son nez en trompe et aux deux crocs de la bouche.

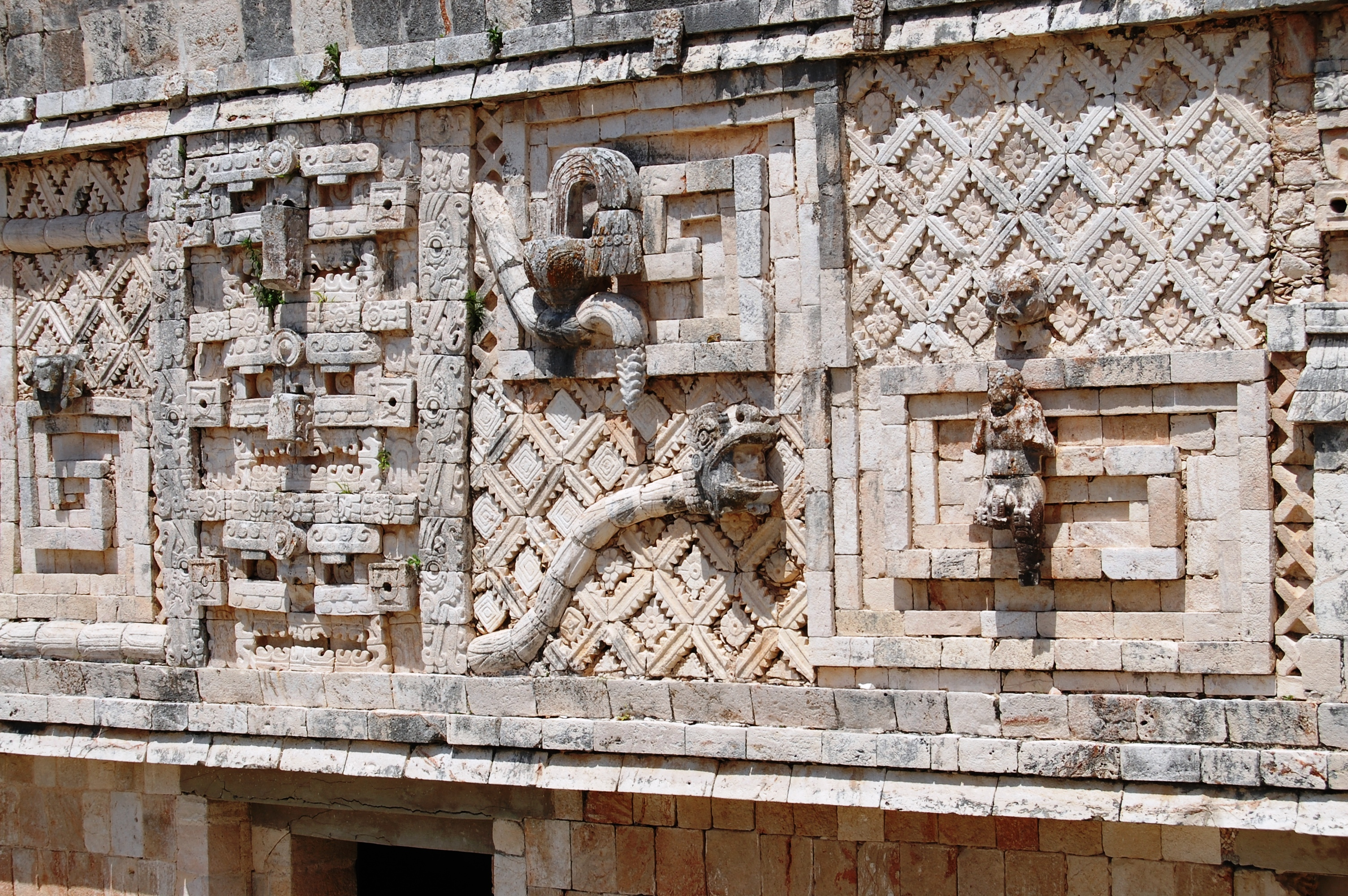
Édifice ouest. Détail de la frise : empilement de masques au-dessus de la porte 6 et tête d'un des deux serpents

L'édifice ouest, long de 54 m, repose sur une plate-forme qui est au même niveau que l'édifice est. On y accède également par un escalier. Il s'ouvre sur le patio par sept portes donnant accès à des chambres doubles. La façade était jadis ornée d'une superbe frise, dont la plus grande partie s'est effondrée. Jean-Frédéric Waldeck prétendait qu'elle était intacte à l'époque où il visita Uxmal, mais les dessins de cet amateur fantaisiste sont notoirement peu fiables. La reconstitution de cette somptueuse façade est donc fondée sur les parties de la frise subsistant entre les portes 2 et 3 et au-dessus de la porte 6. La reconstitution très poussée est fondée sur l'hypothèse plausible que les décors étaient symétriques ainsi que sur l'emplacement des pièces retrouvées au pied de la façade. Sur un fond de treillis et de grecques se détache une décoration très élaborée. Au-dessus des portes 1 et 7 figure une hutte surmontée d'un masque. Sur le fond de grecques entre les portes 1 et 2 et entre les portes 5 et 6 étaient fixées des figures humaines actuellement fort mutilées et des têtes de serpent à plumes dont les corps s'entrelacent sur toute la longueur de la façade. De la gueule de chaque serpent émerge un visage. Au-dessus des portes 2 et 6 on retrouve des empilements de masques. La zone entre les portes 3 et 5 a été entièrement reconstituée. Au-dessus des portes 3, 4 et 5 des structures dont la reconstitution et l'interprétation sont donc entièrement hypothétiques. Selon Linda Schele et Peter Mathews, il s'agirait de palanquins. Il pourrait tout aussi bien s'agir de trônes. Au-dessus de la porte centrale (4), qui constitue l'axe de la composition, les archéologues ont placé sous un dais une statuette en ronde-bosse dont le corps est une carapace de tortue.

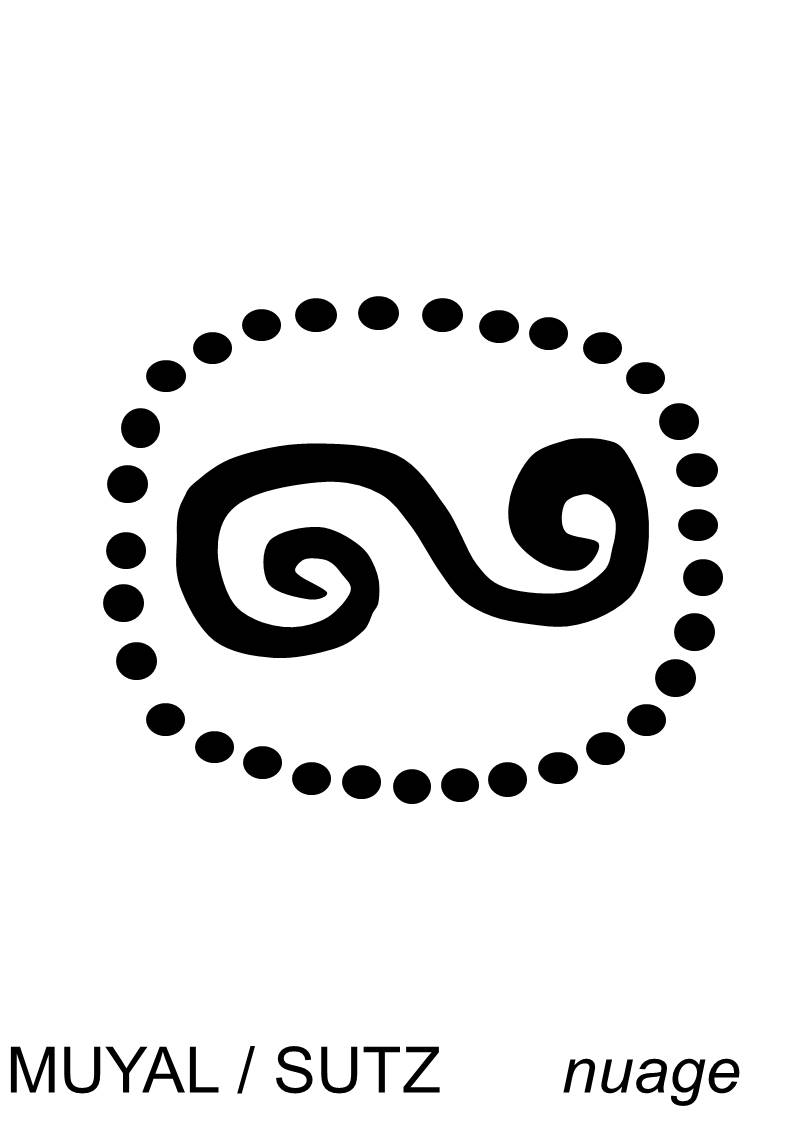
MÚUYAL =nuage

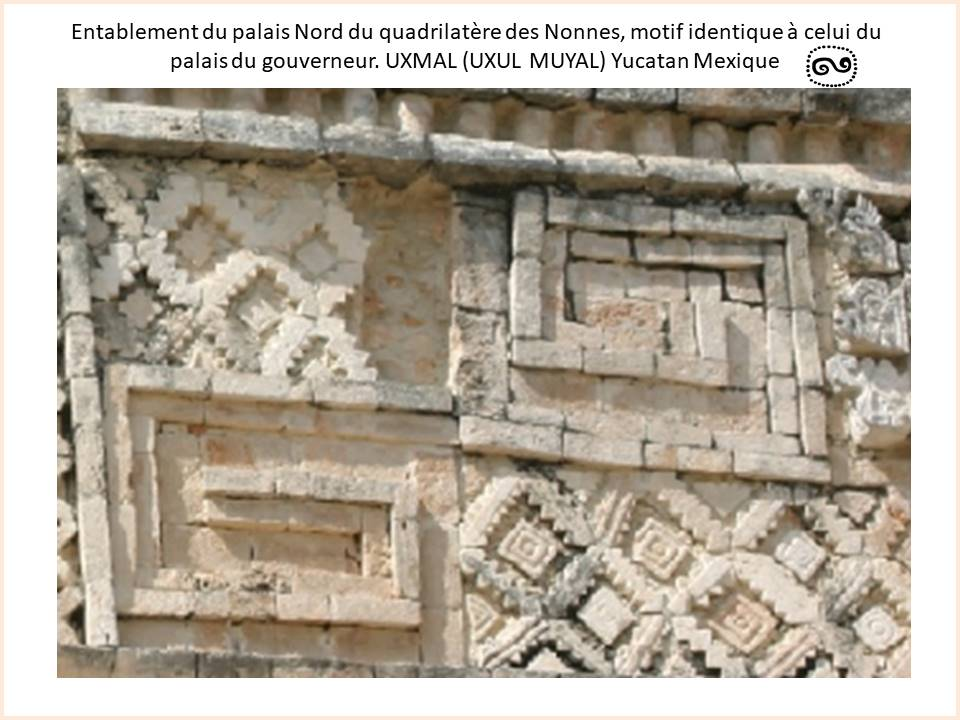
Blason du clan Xiu

Le quadrilatère des Nonnes peut être considéré comme un ensemble microcosmique, c'est-à-dire un groupe d'édifices qui représentent le cosmos. Selon une hypothèse, fondée sur la disposition des édifices les uns par rapport aux autres, l'édifice nord, le plus élevé correspondrait au monde céleste, l'édifice sud, le plus bas à l'inframonde et les édifices est et ouest, construits à un niveau intermédiaire au monde du milieu, c'est-à-dire le monde terrestre. Une autre hypothèse est que la cour représente les 4 côtés du monde et du pouvoir. Ce qui justifie la présence des 4 ailes et non 3. L'indice le plus probant de cette hypothèse est le nom du bâtiment sud "Chanil Nah" qui le désigne comme "Jaune" selon le code de désignation quadripartite du monde. Soit: Rouge pour l'Est (Soleil levant, qui ferait de ce bâtiment Chakil Nah. Noir pour l'Ouest (Soleil couchant) Ekil Nah et Blanc pour le Nord (Sakil Nah). Une notion religieuse de division de l'espace "terrestre", qui a servi au classique comme au postclassique pour organiser le pouvoir du royaume à l'image de sa représentation religieuse. Les pouvoirs Itzas de Chichen et Mayapan comme celui des Xius d'Uxmal et de Mani étaient construits sur ce principe, ce qui est renseigné de façon explicite dans le Chilam Balam. La présence du glyphe du nuage "Muyal" sous forme de blason de pierre, permet de désigner les Xius comme occupants du palais nord du quadrilatère des nonnes et du palais du gouverneur. La présence des empilements de serpents sous forme de pyramide sur le palais Est du même quadrilatère permet également de conclure que ce palais était affecté à leur principal allié K'anul (fondateur du royaume du serpent).

Quadrilatère des Nonnes

### La Grande pyramide

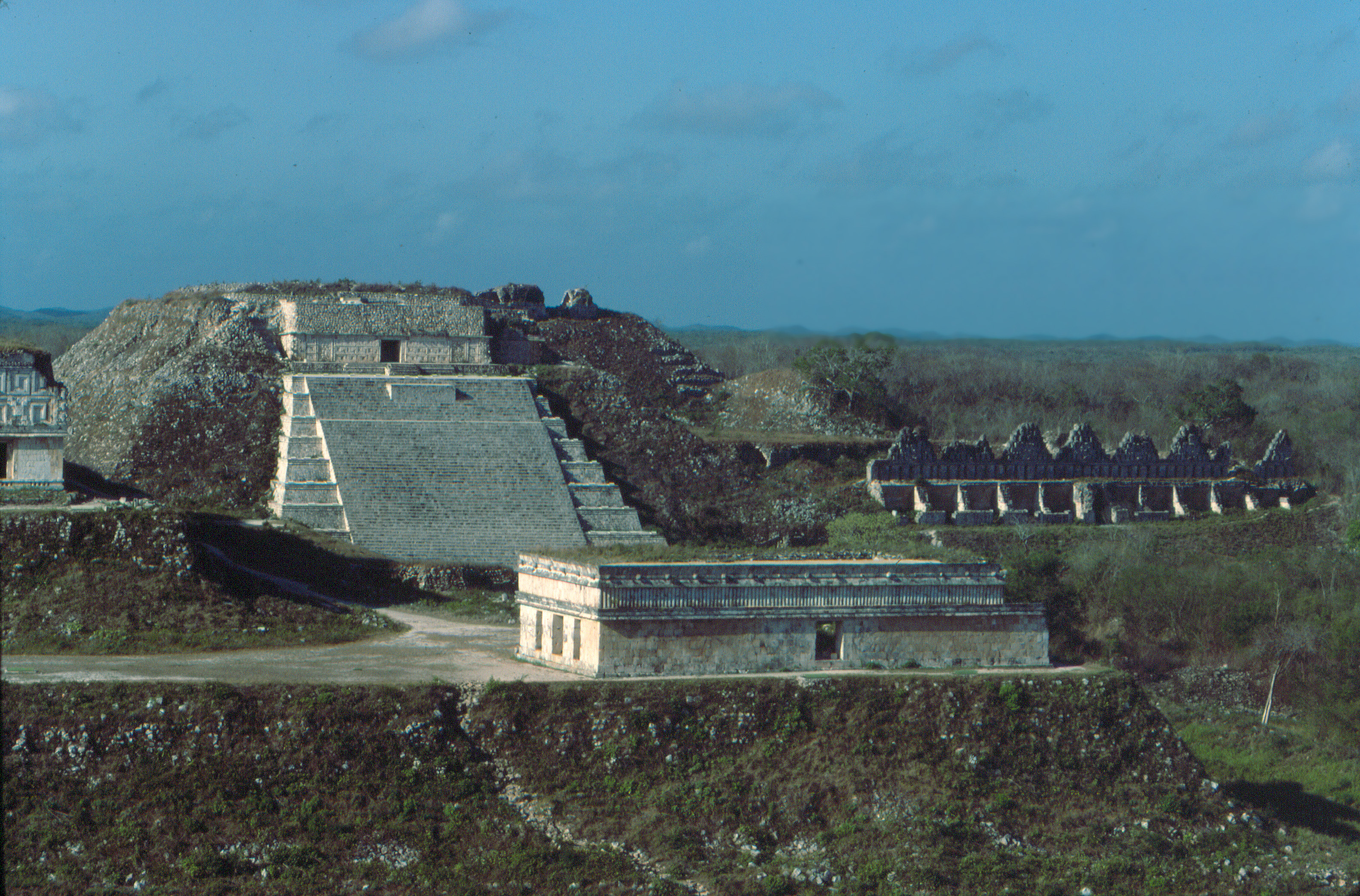
Grande pyramide vue de la pyramide du Devin. Au premier plan la maison des tortues et à droite le groupe du pigeonnier.

Juste à l’arrière du palais du gouverneur se dresse une pyramide à neuf degrés. De par son volume, c’est la plus grande d’Uxmal. La base du bâtiment est un carré d’approximativement 80 mètres de côté. Le bâtiment qui se trouve sur la plate-forme supérieure, accessible par un large escalier côté nord, a été nommé «Temple des Aras» à cause des reliefs représentant ces oiseaux qui ornent la façade. Ce bâtiment a eu trois chambres dans sa partie avant et cinq dans sa partie arrière. L'accès aux trois chambres centrales de la partie arrière s’effectuait par les entrées situés devant par des masques zoomorphiques d'un Chaac-Maske de grande taille. Les secteurs latéraux ont été maçonnés pour des raisons de stabilité. Seul le secteur central de la façade a été dégagé des débris lors des fouilles. Les trois autres faces n’ont qu’une seule chambre.

#### Façades

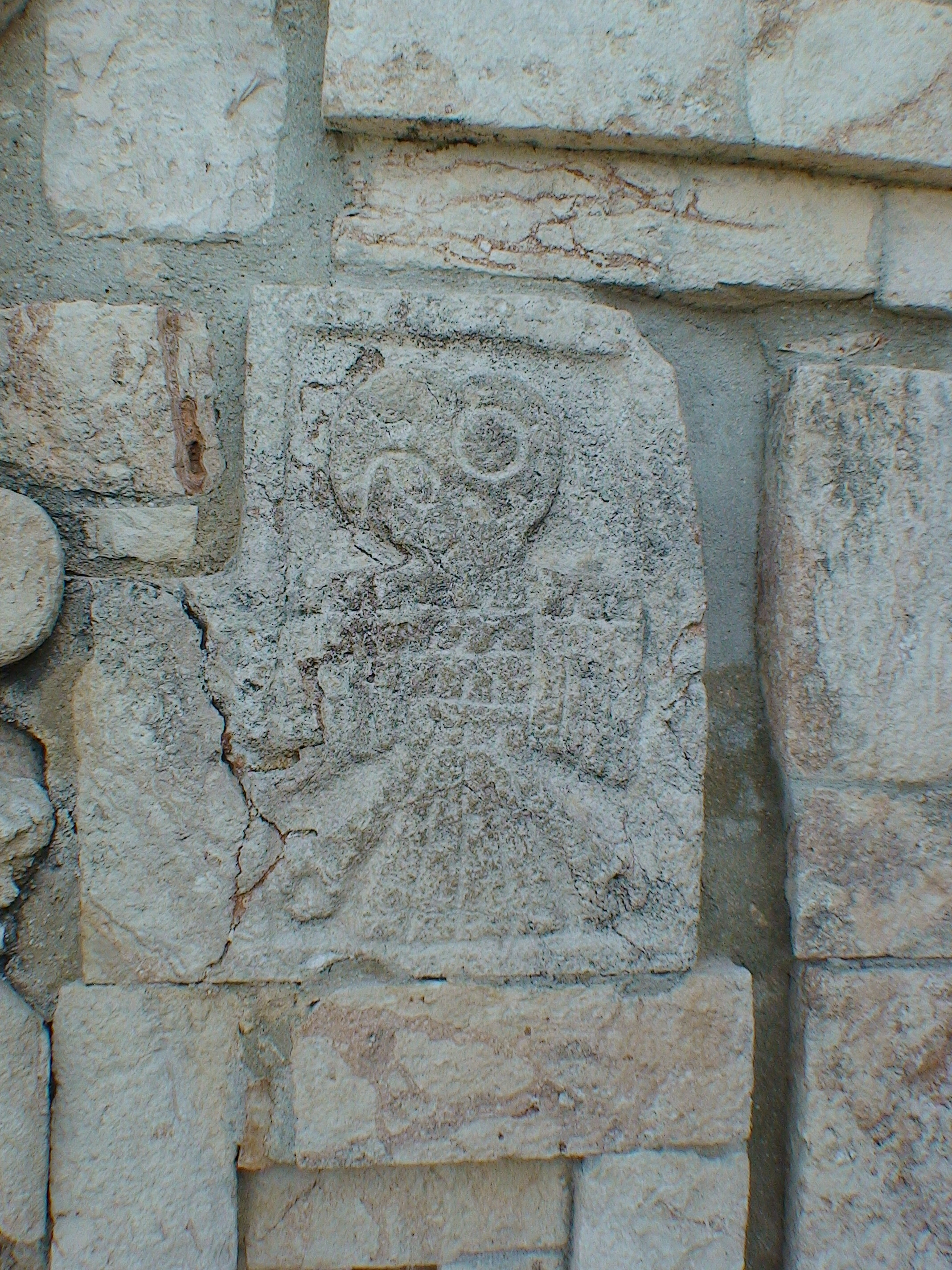
Détail de façade de
la pyramide principale

La décoration de la façade est extrêmement riche. Côté nord, la surface de paroi inférieure se compose de trois séries de méandres qui sont séparés par des représentations étroites. Entre les différents méandres des représentations de perroquets dans la partie plate. Rien n'a subsisté de la paroi supérieure. Les coins de ce bâtiment sont formés par trois masques du dieu Chaac empilés les uns sur les autres. Les façades des autres côtés ne sont connues que par des fouilles d'exploration sur une petite échelle qui ont eu lieu en 1941. Cette fois-ci dans la moitié de paroi supérieure, des grands méandres alternent avec
un bloc des croix placées en diagonale. La moitié de la paroi inférieure est sans décoration. La corniche moyenne se compose d'excroissances de pierres. Dans une phase ultérieure, la pyramide a été agrandie jusqu'au niveau du toit des bâtiments, les quatre faces recouvertes et toutes les chambres ont été comblées. Cela et d'autres indices indiquent que sur la nouvelle surface,
un grand bâtiment était projeté. Sa construction n’a pas été menée à son terme.
Des premières fouilles ont eu lieu en 1941. Le grand escalier et la façade
au nord ont été dégagés et restaurés vers 1969. Des installations pour
le son et lumière ont aussi été installées. En 2009 sur la face nord une façade plus
ancienne de style classique a été découverte. Cette vieille façade a été
fermée pour des raisons de stabilité.

### Le grand terrain de jeu de balle
Une inscription date l'inauguration de ce terrain de jeu de balle par Chan Chak K'ak'nal-Ajaw de 901.

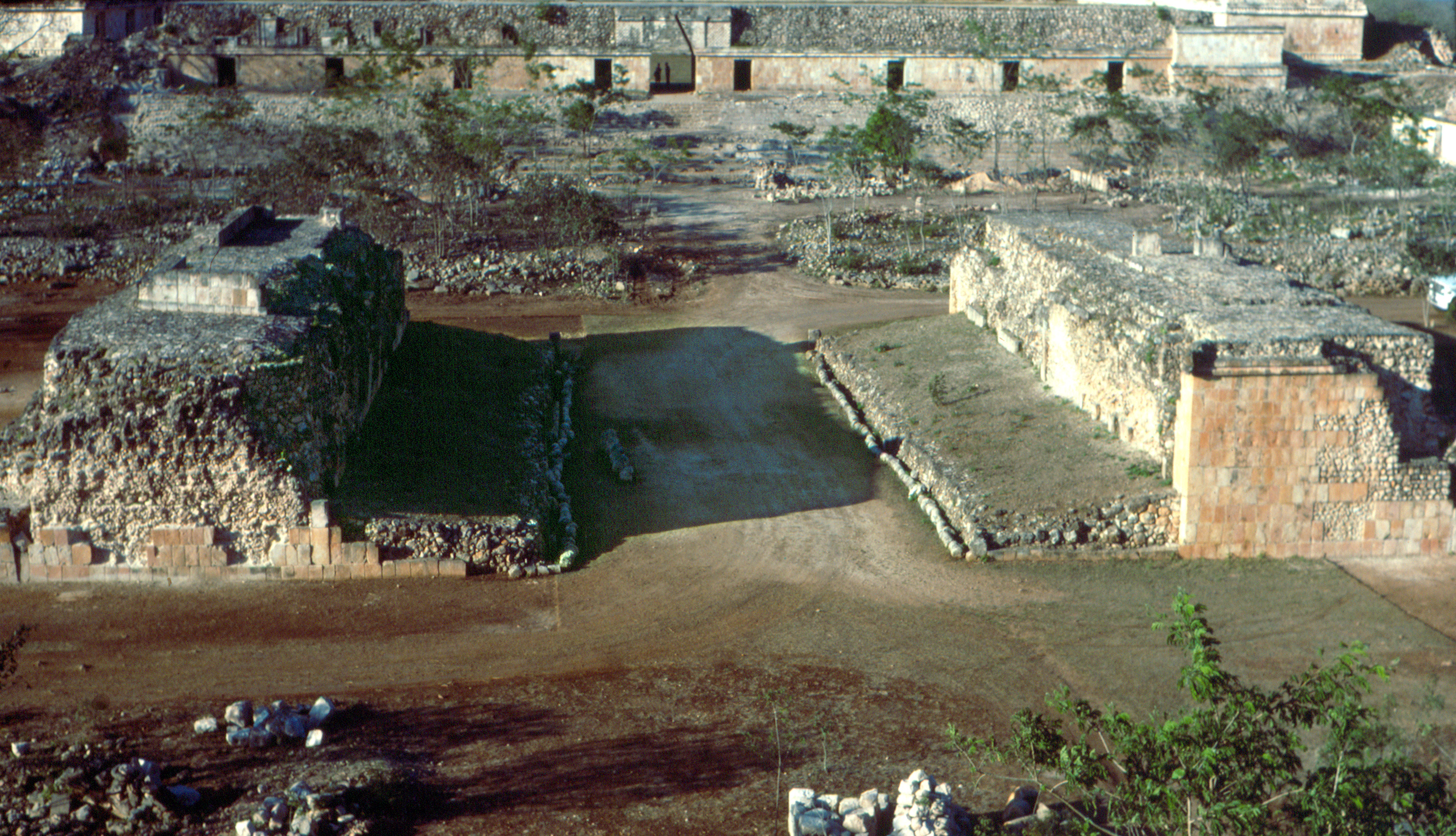
Jeu de pelote. Vu côté sud.

Le jeu de pelote se trouve entre les plates-formes du Quadrilatère des Nonnes au nord et le palais du gouverneur au sud. Il est orienté approximativement sur l'axe nord sud.
Comme tous les jeux de pelote classiques tardifs il est formé de deux blocs de murs massifs entre lesquels se déroulait le jeu sur une surface en forme de H couché. L'espace entre les grands murs est de 34 × 10 mètres. La balle de caoutchouc rebondissait sur les murs latéraux de 7,4 mètres de haut. La surface des murs devait être très lisse.

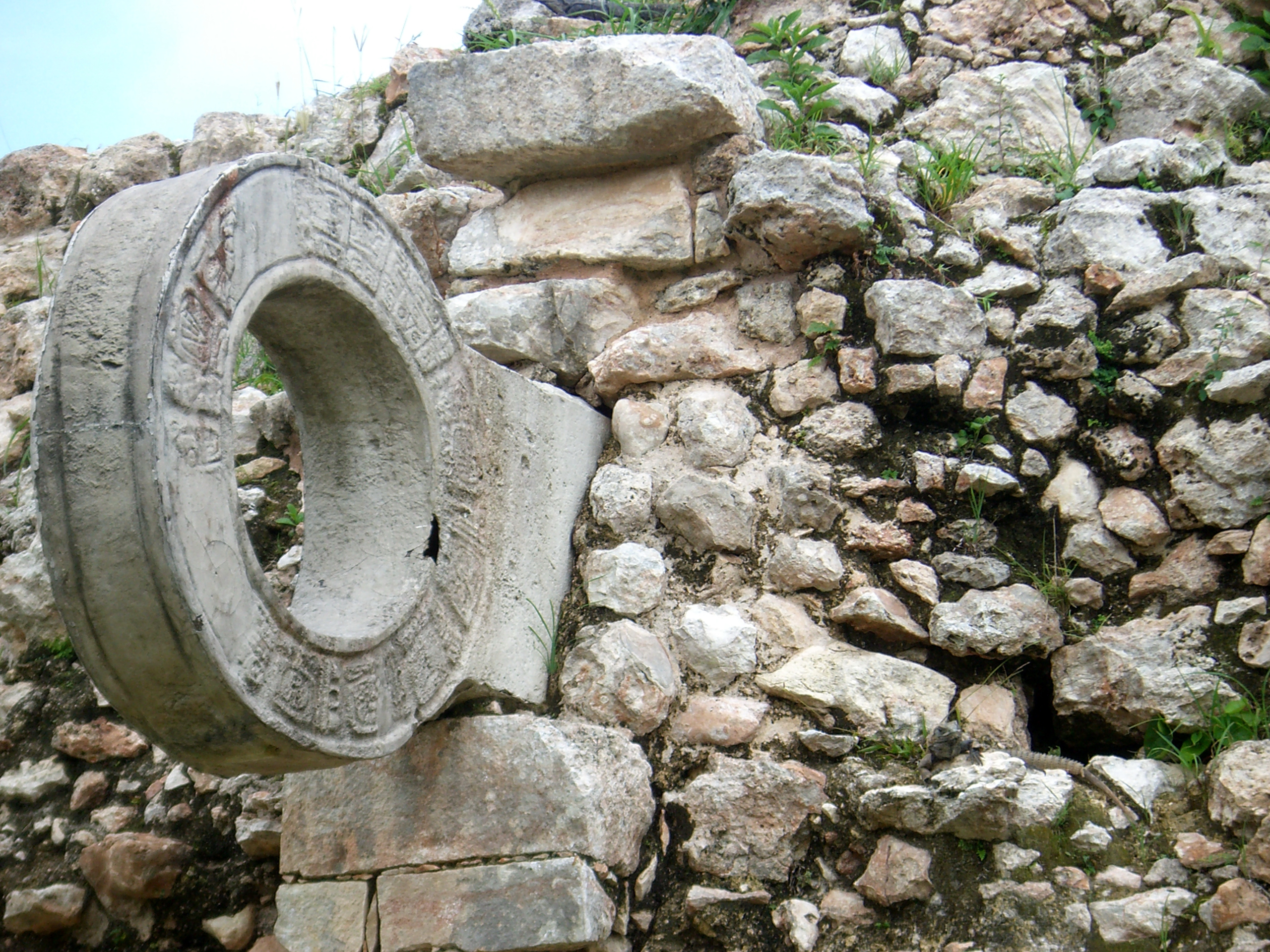
Anneau reconstitué avec des morceaux d'origine.

Un anneau en pierre était fixé au milieu de chaque mur. L'anneau actuel a été reconstitué à partir de fragments d'origine retrouvés sur place. La traduction des hiéroglyphes de l'anneau suggère (calendrier julien) la date du 9 janvier 905. La balustrade latérale devait avoir la forme d'un serpent à sonnettes. Au sommet des deux murs latéraux devaient se trouver des tribunes et bâtiments avec trois entrées dont on ne voit plus que la base.
Le but du jeu  était de faire passer la balle de caoutchouc au travers des anneaux. La balle ne pouvait être touchée qu'avec les genoux, les coudes, les hanches ou les fesses mais ni avec les mains ni avec les pieds. Ce jeu aurait parfois pris un caractère rituel et il pouvait servir à des fins divinatoires ou pour résoudre des conflits.

### La Maison des Tortues

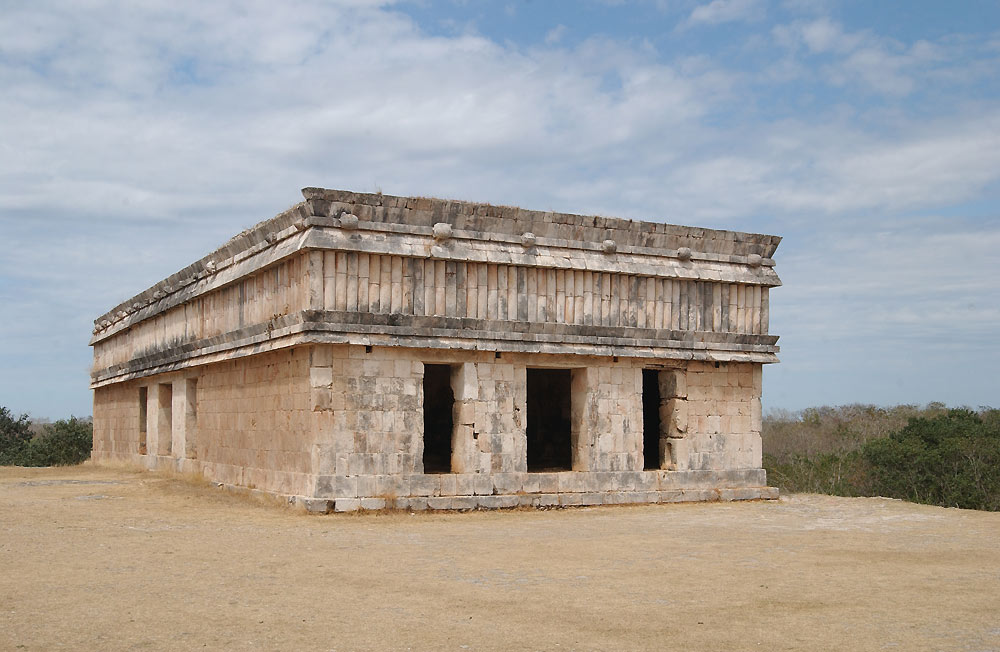
La maison des Tortues.

La maison des Tortues ainsi appelée à cause de la présence de tortues dans la partie supérieure de sa corniche. C'est un bâtiment classique typique de style Puuc. Située sur la grande terrasse du palais du gouverneur quelques mètres au nord du palais sur une partie ajoutée ultérieurement. Un grand escalier au nord mène à la terrasse et à la maison des tortues. Chacun des deux petits côtés et le côté sud ont 3 entrées. Le grand côté nord a une seule entrée. Les côtés est et ouest donnent sur 2 salles successives. La partie centrale est constituée de 3 pièces successives toutes en longueur. Chaque entrée est surélevée par rapport au niveau de la terrasse.

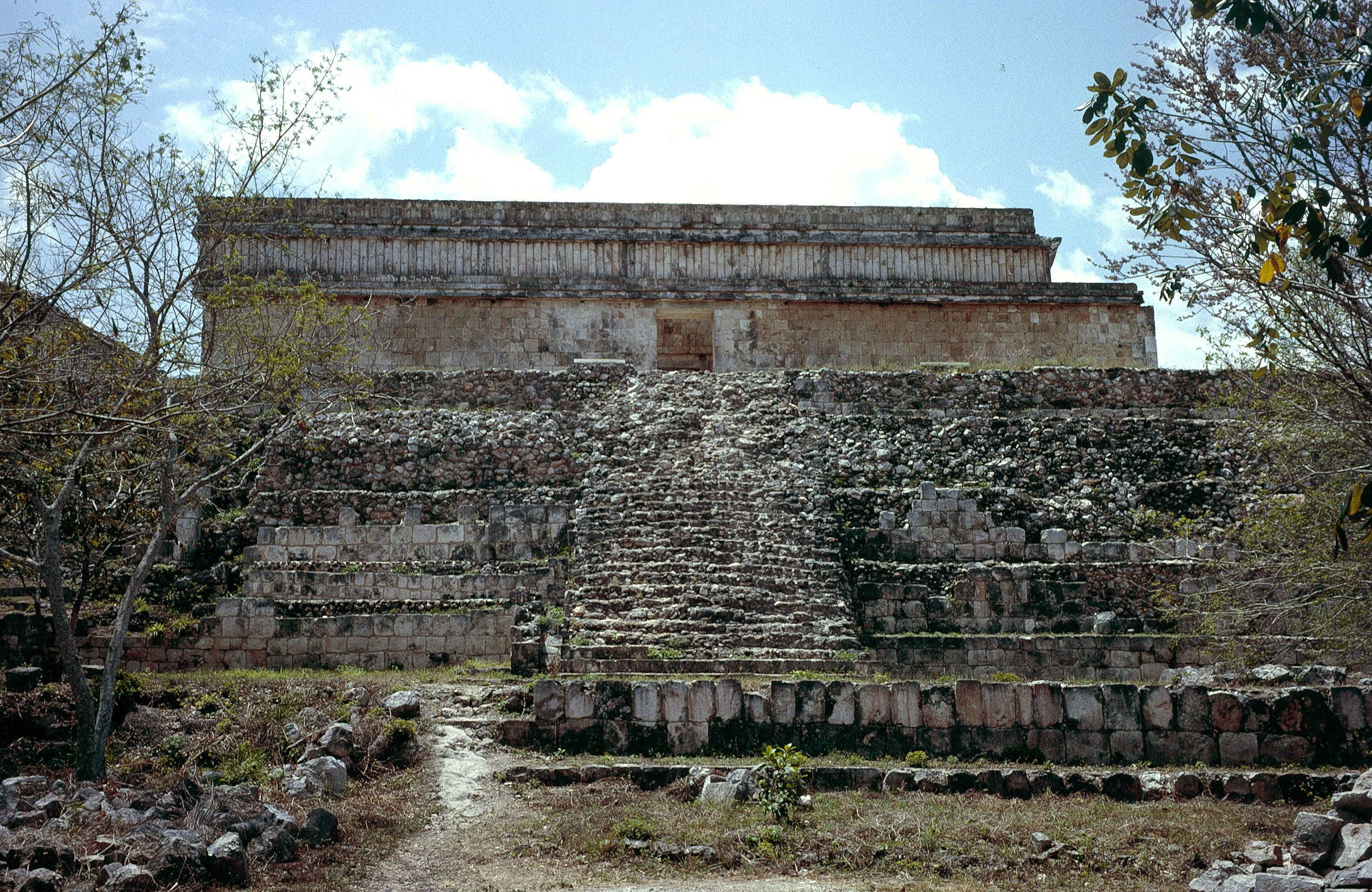
Escalier menant à la terrasse et à la maison des tortues.

Les façades sont arrangées de façon classique :
À la base un soubassement en pierres légèrement décalées puis une hauteur de mur lisse jusqu'aux linteaux de porte primitivement en bois. La corniche moyenne se compose de trois éléments : une surface lisse au milieu encadrée par des surfaces coniques sculptées au-dessus et en dessous.
Au-dessus sont sculptées une série de colonnes. La corniche supérieure est comme la corniche moyenne avec en plus des tortues sculptées dans la partie centrale. La décoration des écailles de chaque tortue est différente. Dans la mythologie maya, la tortue serait associée à l'eau, la pluie et la terre. La qualité de construction est remarquable : elle rappelle beaucoup dans ses détails le palais du gouverneur. Vers 1968, la partie centrale, écroulée, a été reconstruite.

### Le groupe du Pigeonnier

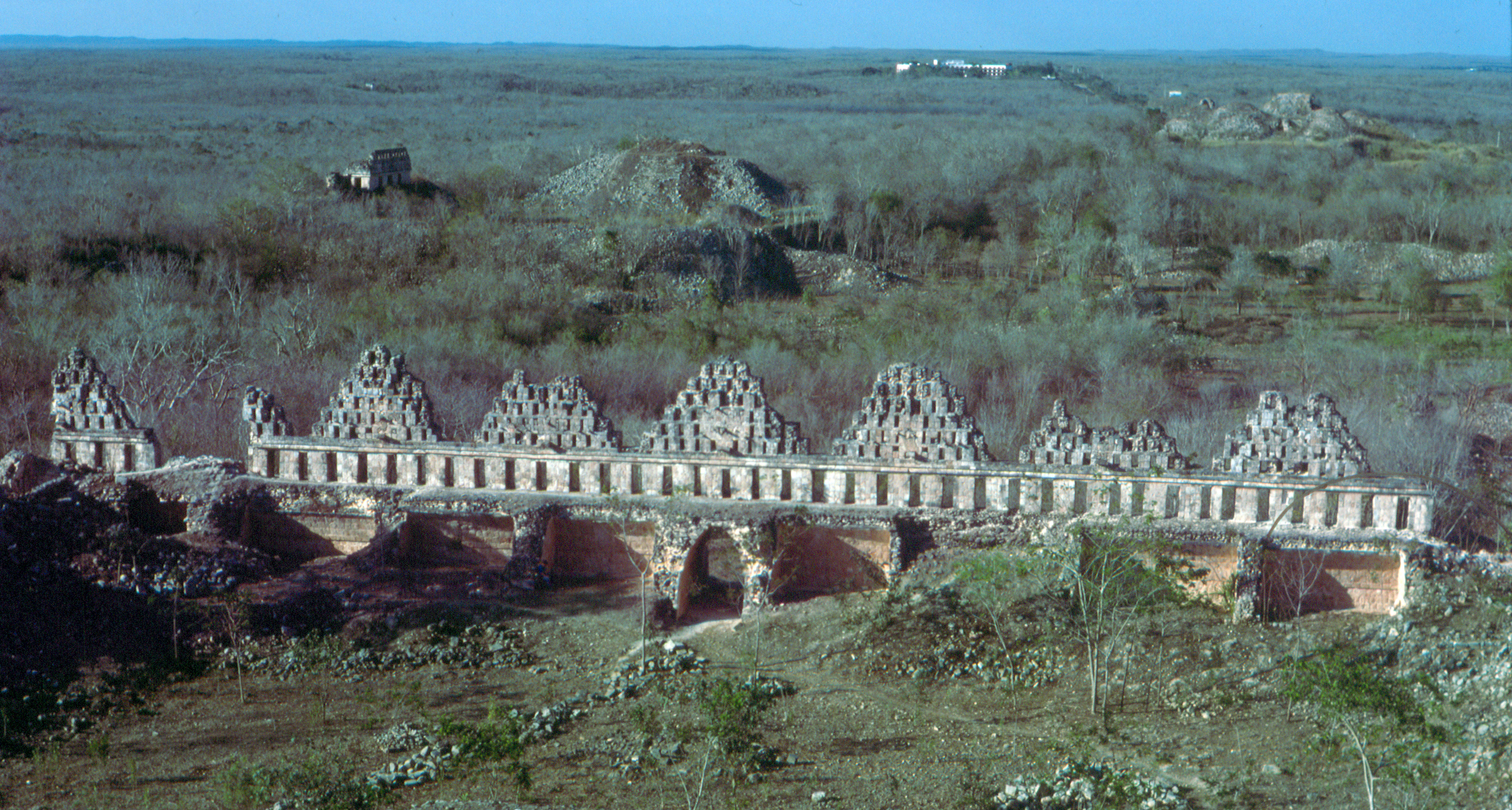
Le groupe du pigeonnier vu de la pyramide sud.

Ce complexe est situé à l'ouest de Uxmal.
Il a fait l'objet de lourdes restaurations depuis 2000. La partie la plus septentrionale donne un aperçu de son apparence d'antan. Ce complexe est l'un des plus anciens de Uxmal à en juger par la qualité et le traitement des pierres. Il a subi plusieurs modifications.
C'est une succession de 4 cours devant la pyramide sud.
La Cour la plus au Nord comprend trois longs bâtiments. Seul le côté nord n'est pas bâti. Les deux bâtiments du côté est et
du côté ouest de la cour sont fort endommagés. Ils avaient deux rangées de pièces donnant sur les deux côtés.
Seul le bâtiment du sud, également détruit, se compose d'une seule série de chambres. Sur sa face sud se trouve une autre cour
avec un autre bâtiment percé en son centre par une arche à laquelle on accède par un escalier.
La cour suivante est relativement étroite et il n'y a pas de bâtiment sur le côté. À l'est se trouve un accès direct à la Grande Pyramide.
Au sud cette terrasse donne sur une autre terrasse plus large où se trouve le pigeonnier.

#### Le pigeonnier

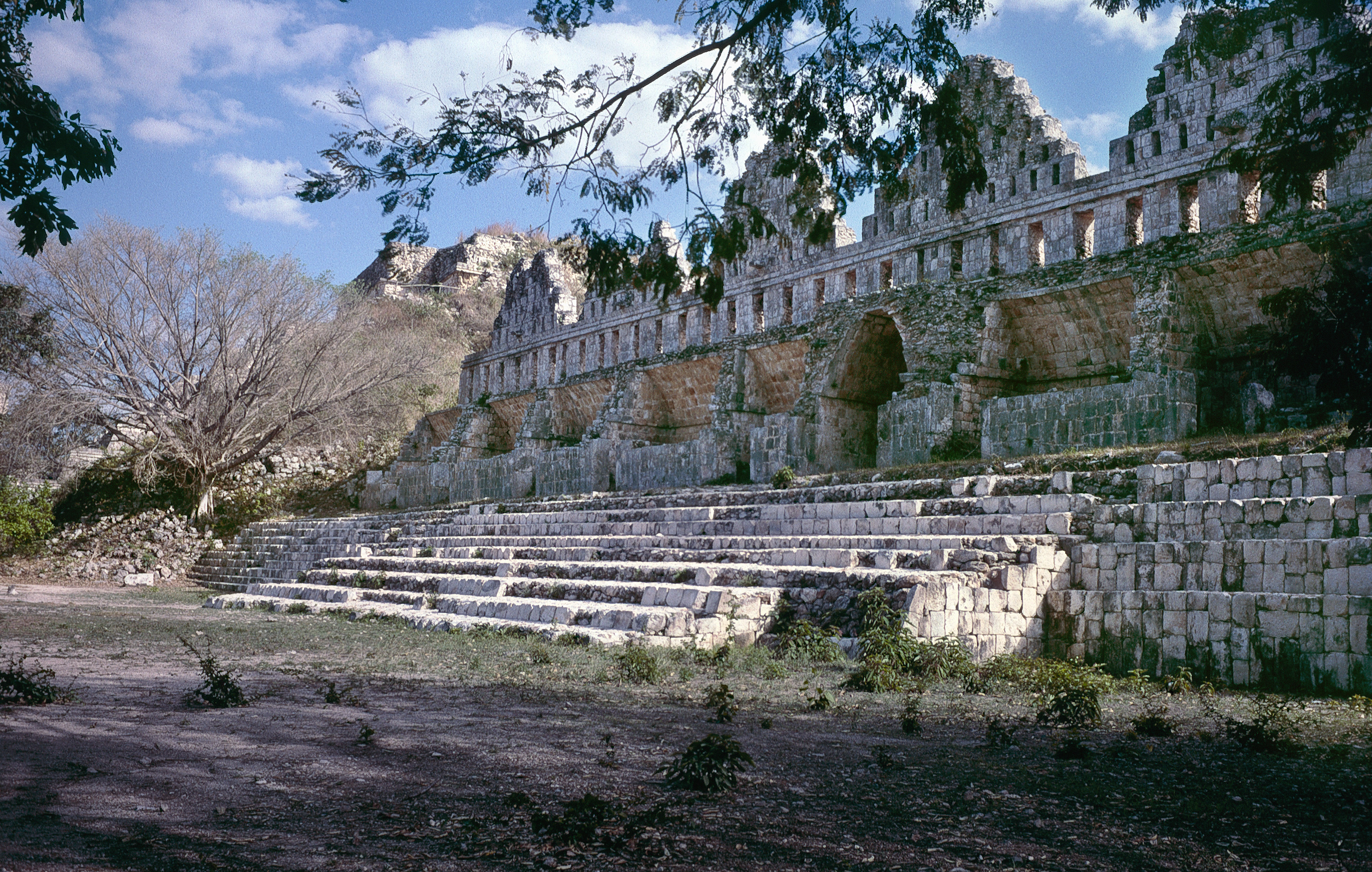
Pigeonnier vu de la grande pyramide.

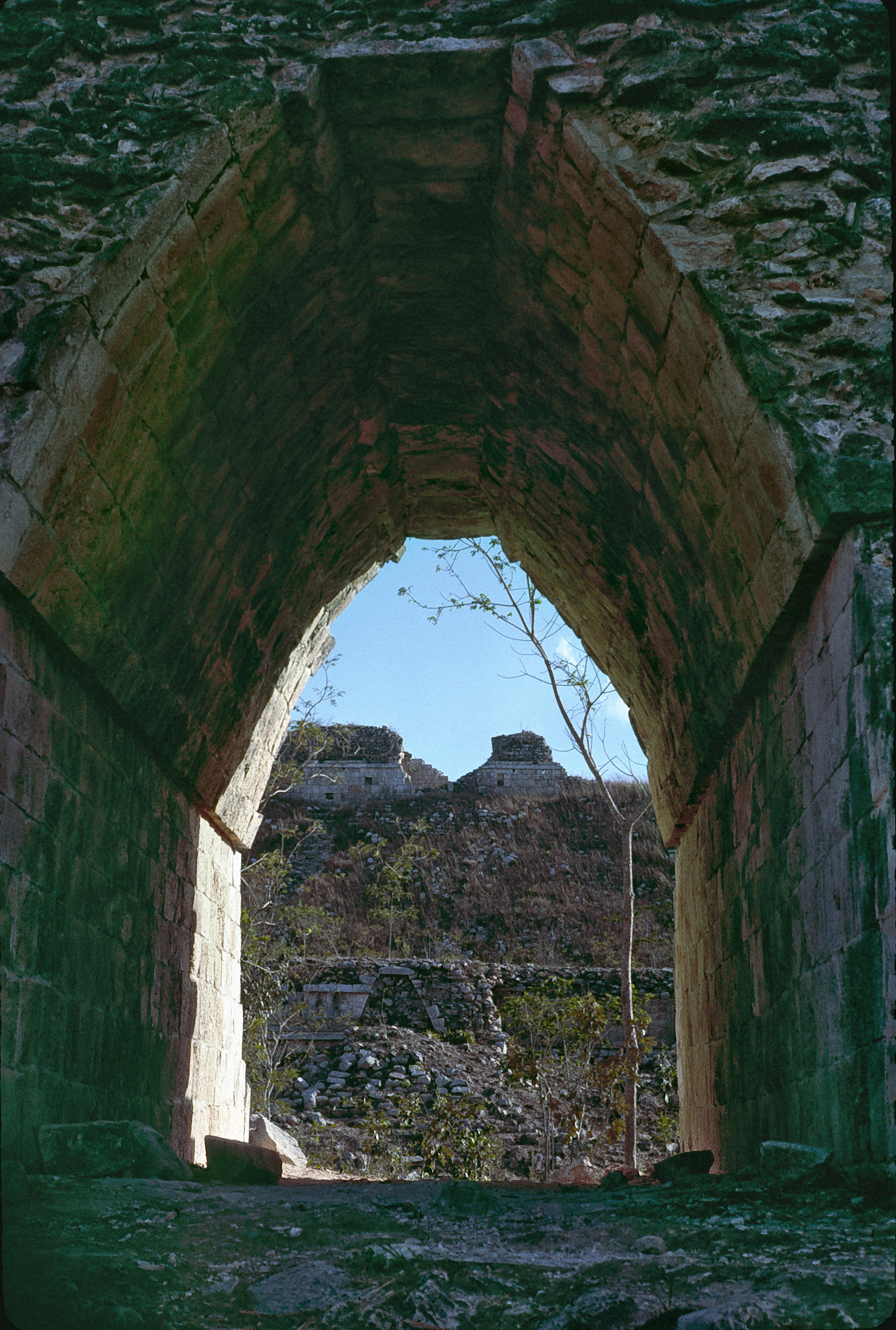
Vue par l'arche du pigeonnier sur l'arche murée du bâtiment sud et la pyramide sud.

Ainsi appelé en raison du grand nombre d'ouvertures en forme de petites fenêtres sur la façade.
Ce bâtiment est composé de deux rangées parallèles de chambres qui ne sont pas complètement symétriques : le côté sud a
moins de chambres que le côté nord. Au milieu se trouve une arche qui conduit à la cour plus au sud.
La façade la mieux conservée est le mur central de deux séries de chambres. La partie médiane est lisse ajourée par des fenêtres.
La partie supérieure est divisée en sections triangulaires en forme de pignons. Il n'en subsiste que sept. Les fenêtres réduisent la résistance au vent des façades.
Au milieu de chaque pignon se trouve une surface lisse où devait se trouver une figurine. Les pignons ont aussi des traces de fixation de figurines en stuc aujourd'hui disparues. Les façades des deux côtés n'existant plus, aucune description n'est possible.
Au sud une autre cour succède au pigeonnier. Des traces de construction sont visibles côté sud et ouest, tandis qu'à l'est se trouve la grande pyramide.
Le bâtiment à l'ouest de la cour avait une façade simple qui laisse apparaître des colonnes dans les corniches et les parties supérieures des murs. Le bâtiment du sud a eu à l'origine deux séries de chambres des deux côtés et un passage dans le milieu, Il ressemble dans l'ensemble au pigeonnier. Il ne semble pas y avoir eu de crête faîtière. Le passage central a été bouché ultérieurement par une terrasse qui allait jusqu'à la hauteur du toit du bâtiment. Les chambres ont été comblées avec des débris et un escalier a été construit.

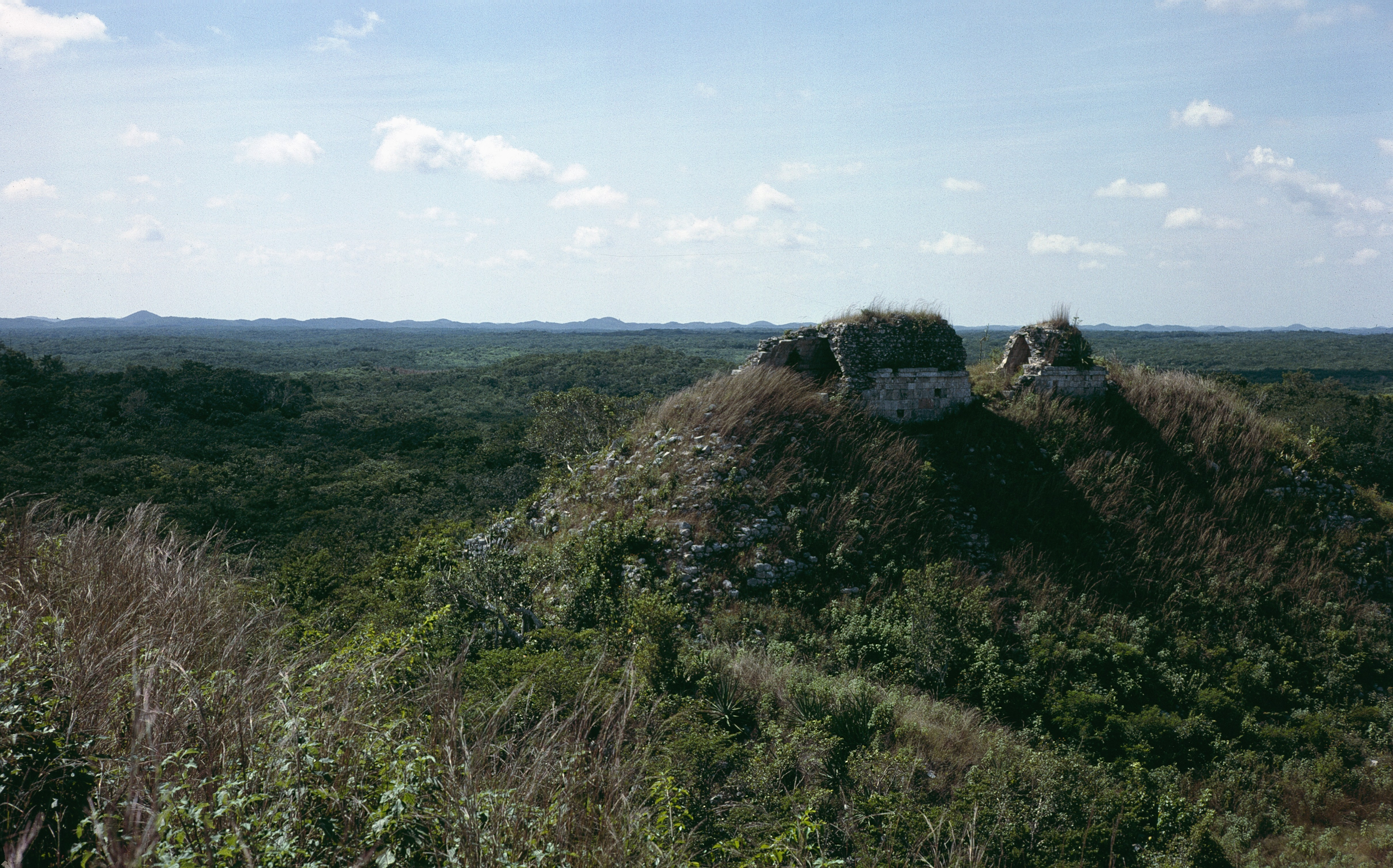
Pyramide sud vue de la grande pyramide.

### La pyramide sud
Sur cette terrasse se trouve la pyramide sud qui surplombe le complexe du pigeonnier. Un long escalier conduit au sommet. Du temple qui s'y trouvait il ne reste que deux chambres voutées relativement étroites.
Il devait être constitué de trois chambres sur le devant et trois chambres plus étroites sur l'arrière. Cet arrangement se retrouve dans les temples de la région de Chenes plus au sud.
Les murs sont relativement épais et partiellement faits de grosses pierres. Le mur de façade finissait plus haut en peigne de toit.
Au sud de la pyramide se trouvent un autre bâtiment dont il ne subsiste que les traces. Cette partie du site n'a pas encore été nettoyée ou fait l'objet de fouilles archéologiques

### Groupe du cimetière

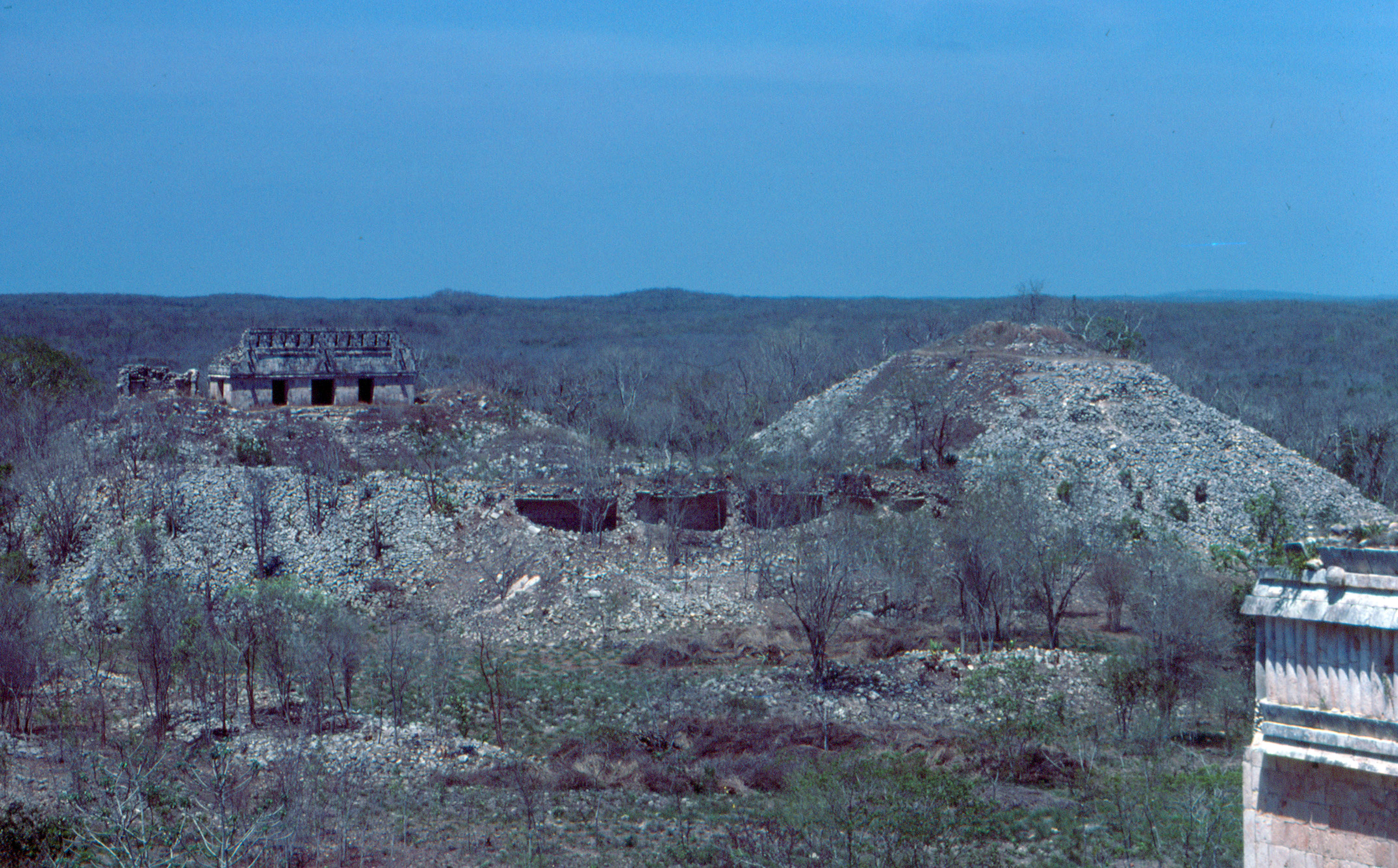
Groupe du cimetière (bâtiments de l'ouest et pyramide Nord)

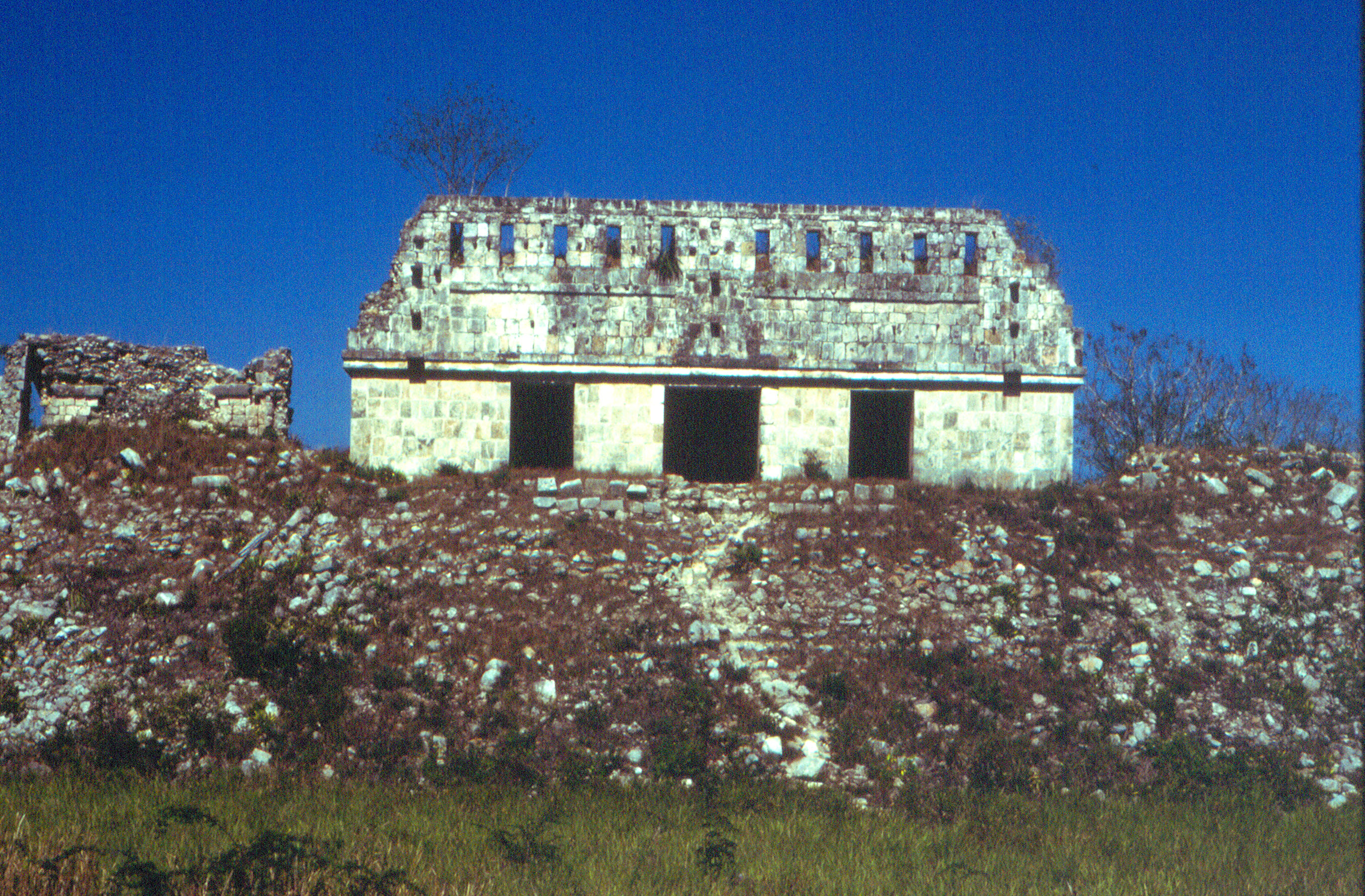
Cimetière bâtiments de l'ouest

Il s'agit d’un quadrilatère typique d’Uxmal reposant sur une haute plate-forme. Au nord se trouve une pyramide à laquelle on accédait par un escalier situé sur la face sud et qui menait à un temple à chambre unique. L'accès au patio se faisait par un passage voûté au centre du bâtiment sud, comme c'est le cas ailleurs à Uxmal.

#### Bâtiments ouest
Seule une partie des constructions sur le côté ouest de la cour est reconstituée. Au milieu se trouve un bâtiment étiré avec à l'origine trois entrées. Devant la plus grande entrée au centre, se trouve une large plate-forme. Les entrées conduisent dans une longue chambre subdivisée. Les deux entrées latérales ont été bouchées ultérieurement par une maçonnerie. Il existe une entrée côté sud, un élément assez rare dans l'architecture de la région. Les entrées possédaient à l'origine des
linteaux en bois, ceux-ci ont été remplacés par des linteaux en béton armé.

#### Façades
La façade du bâtiment montre les caractéristiques de l’architecture Puuc ancienne : Les corniches moyennes sur les portes se composent de deux éléments, un volume avec un profil vers l'avant en diagonale vers le bas et un volume équivalent vers le haut. La corniche supérieure se compose d'une pierre faîtière en diagonale également vers le haut. Ces corniches s'interrompent sur l'entrée centrale et les coins. Là, des excroissances de pierre sortent de la façade et devaient être le support de décor en stuc.
Sur le toit se trouve une cresteria encore en partie intacte, une paroi étroite avec des ouvertures qui a probablement été revêtue avec des décors en stuc.
Les deux bâtiments latéraux étaient deux fois plus petits que le bâtiment central. Ils avaient aussi 3 entrées. Celui du nord s'est complètement effondré et de celui du sud ne subsiste que le mur arrière. Les éléments retrouvés laissent à penser que les deux constructions latérales avaient la même organisation de façade que le bâtiment central.

#### Plates-formes

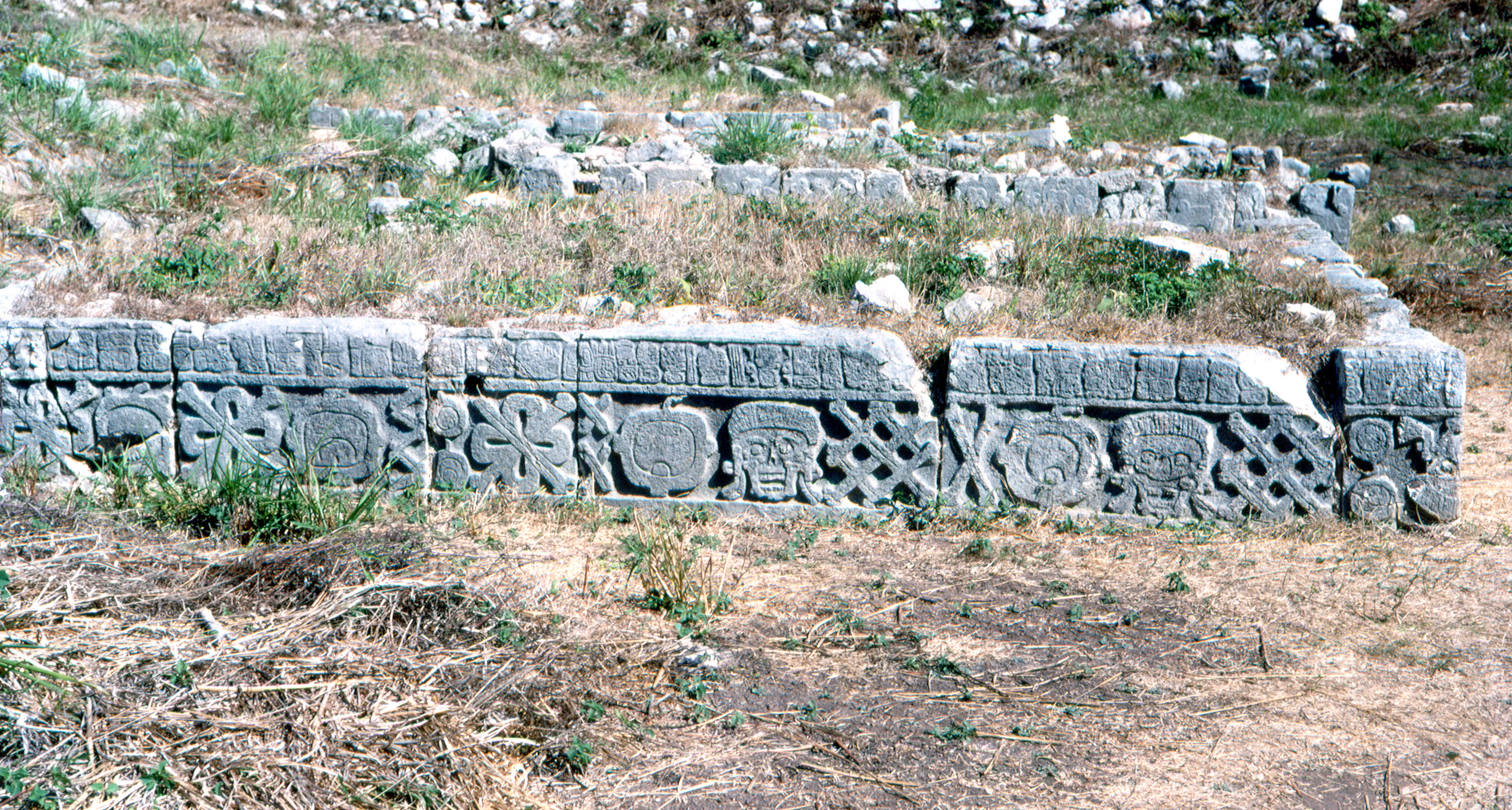
Cementerio, plate-forme d'autel

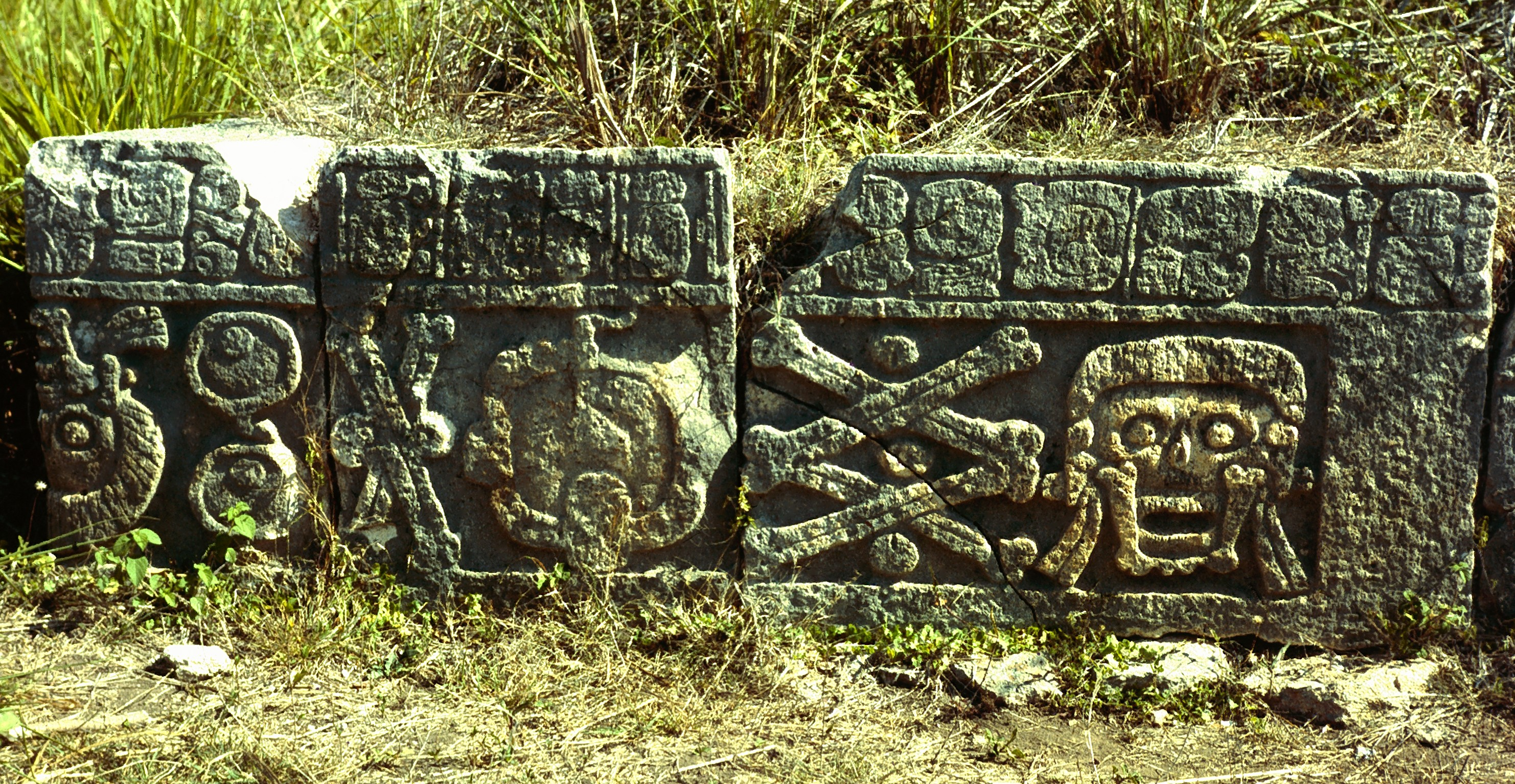
Cementerio, plate-forme d'autel

Dans la partie nord du patio se trouvent les restes de quatre plates-formes basses dont les parois sont décorées d'os croisés, de têtes de mort et des personnages se trouvent sur la plate-forme. L'iconographie pourrait représenter les luttes des dirigeants d’Uxmal qui ont été célébrés dans ces monuments.
Ces plates-formes présentent des inscriptions hiéroglyphiques au-dessus de la décoration décrite dont les dates ne peuvent pas être déchiffrées.

### La pyramide ronde (Pirámide Circular)

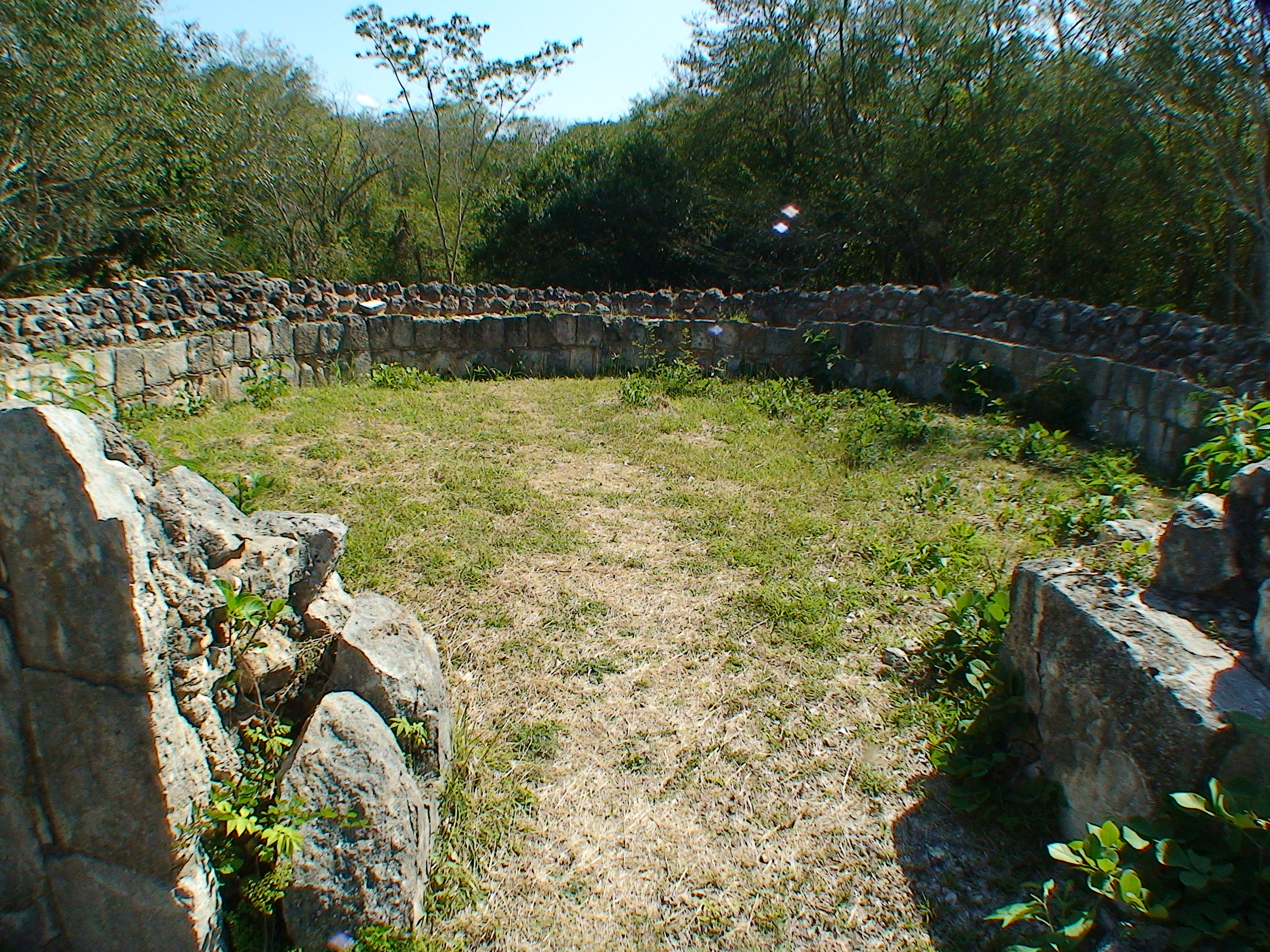
Intérieur de la pyramide ronde

Dans la partie occidentale d’Uxmal, une petite pyramide ronde a été excavée dans les années 1990. Il s'agit en réalité d’une plate-forme ronde étagée d'environ 18 mètres  de diamètre et tout juste 2,5 mètres de haut. S’y trouve un bâtiment également rond avec une entrée du côté nord avec un escalier. Le bâtiment avait un mur d'au maximum 1 mètre de hauteur, sur lequel un toit et une paroi en matériel éphémère devaient être construits. Des traces montrent que le bâtiment a été détruit par le feu. Comme c'est le cas pour beaucoup d'autres ruines de la région Puuc, des objets précieux ont été retrouvés dans les débris du bâtiment. La comparaison avec des constructions semblables à d'autres endroits et la méthode de construction montrent que la pyramide ronde a été construite tardivement et qu'elle est liée aux bâtiments en forme de C, dont un est directement accolé à elle.

### La maison de la Vieille
À environ 80 mètres au sud-est de la plate-forme du palais du Gouverneur se trouve un complexe non restauré de cinq bâtiments autour d'une cour. Le plus important est une pyramide surmontée d'un temple auquel on accédait par un escalier sur sa façade ouest. Cette partie du site n’a pas été fouillée. La partie moyenne et sud du bâtiment n'a probablement jamais été finie.

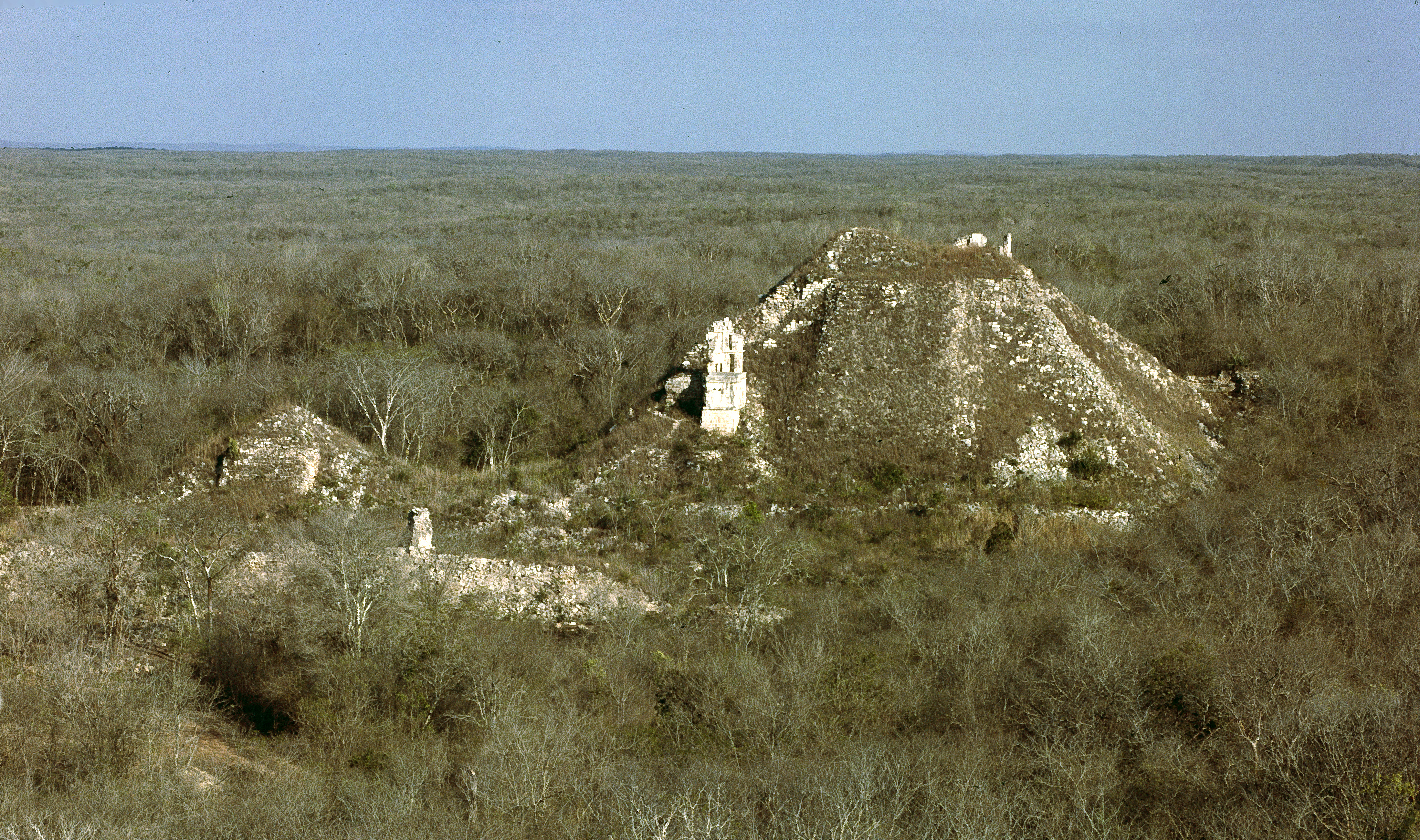
Maison de la Vieille  au nord
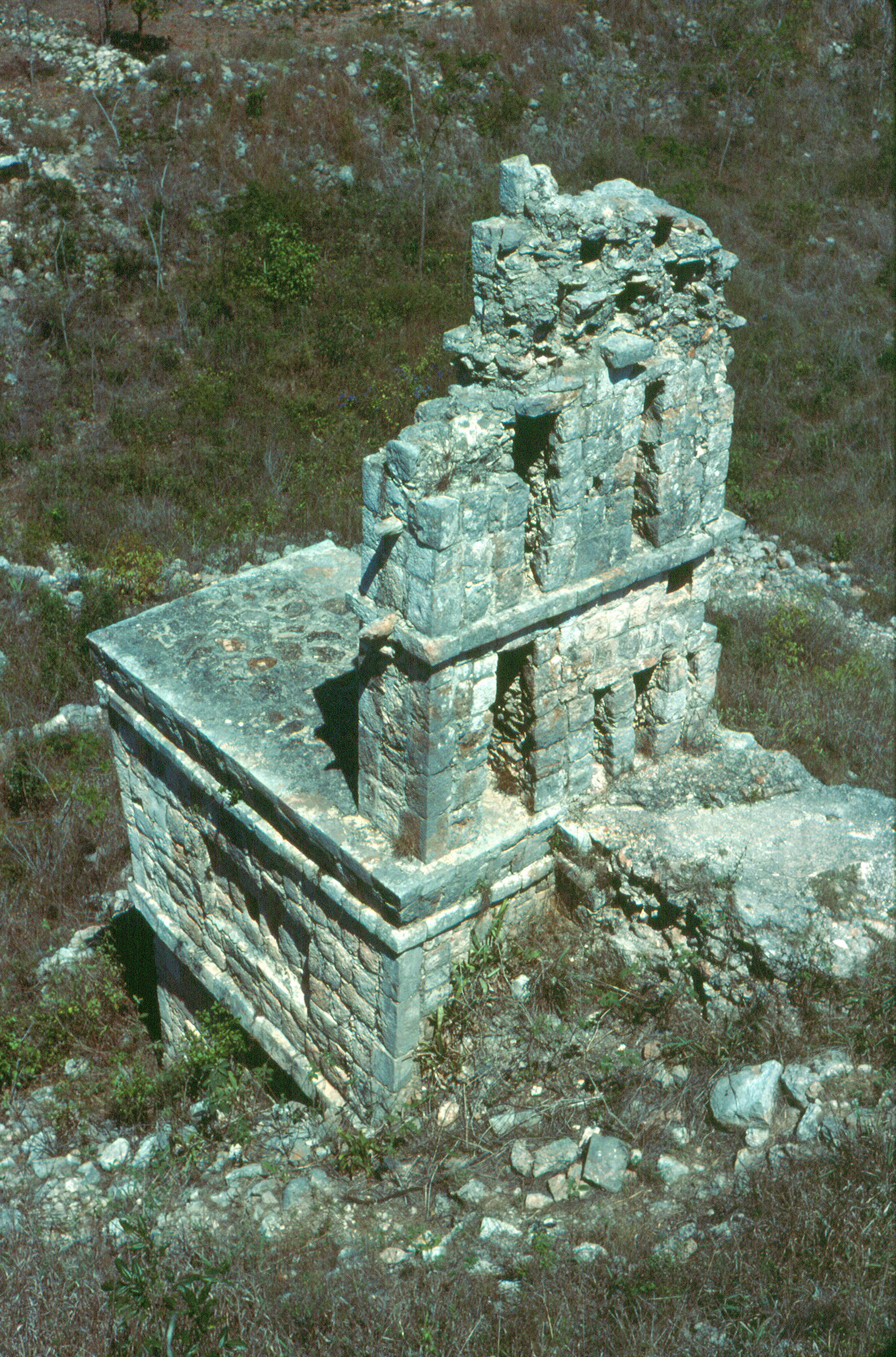
Temple à mi-hauteur
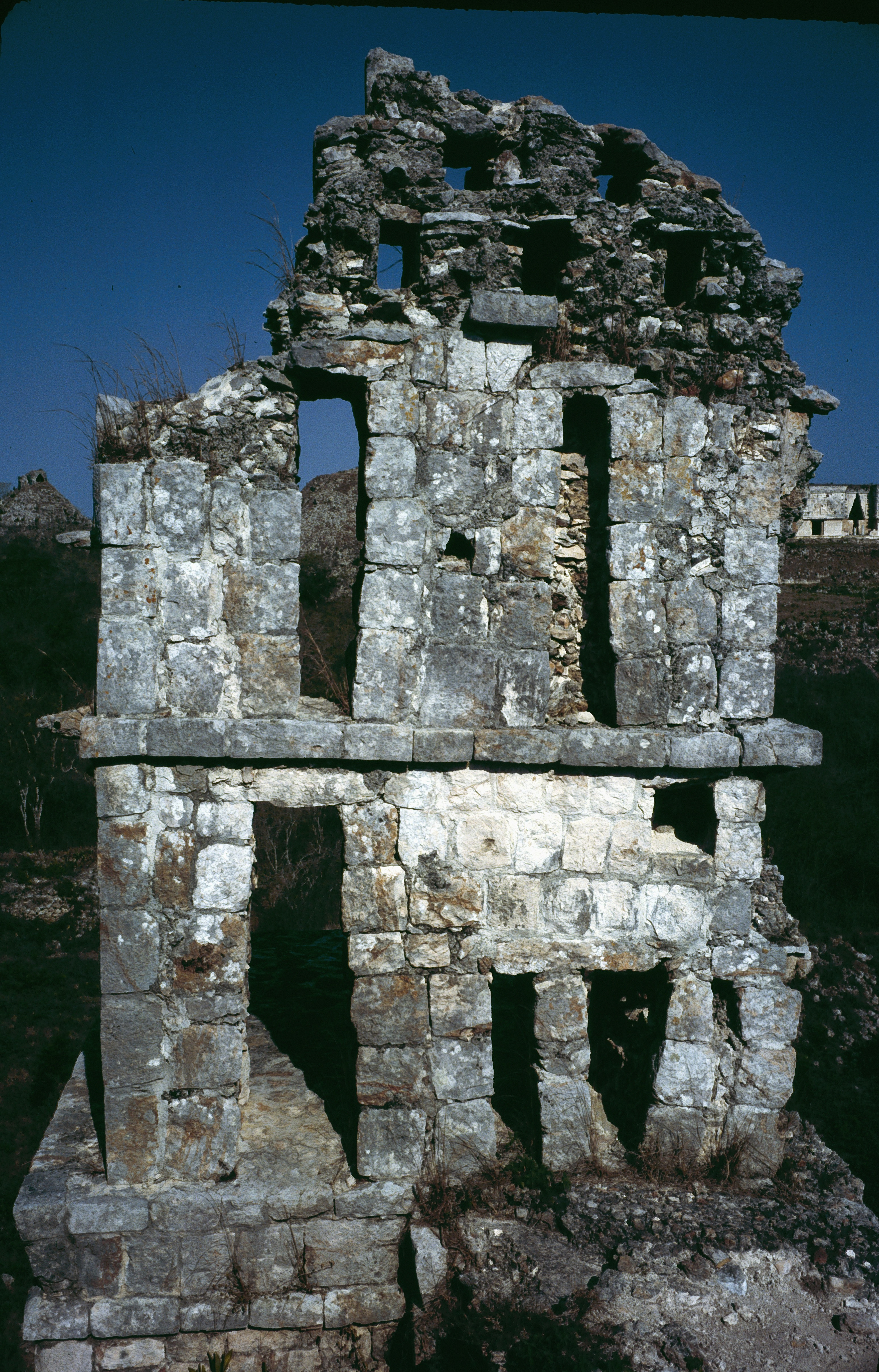
cresteria
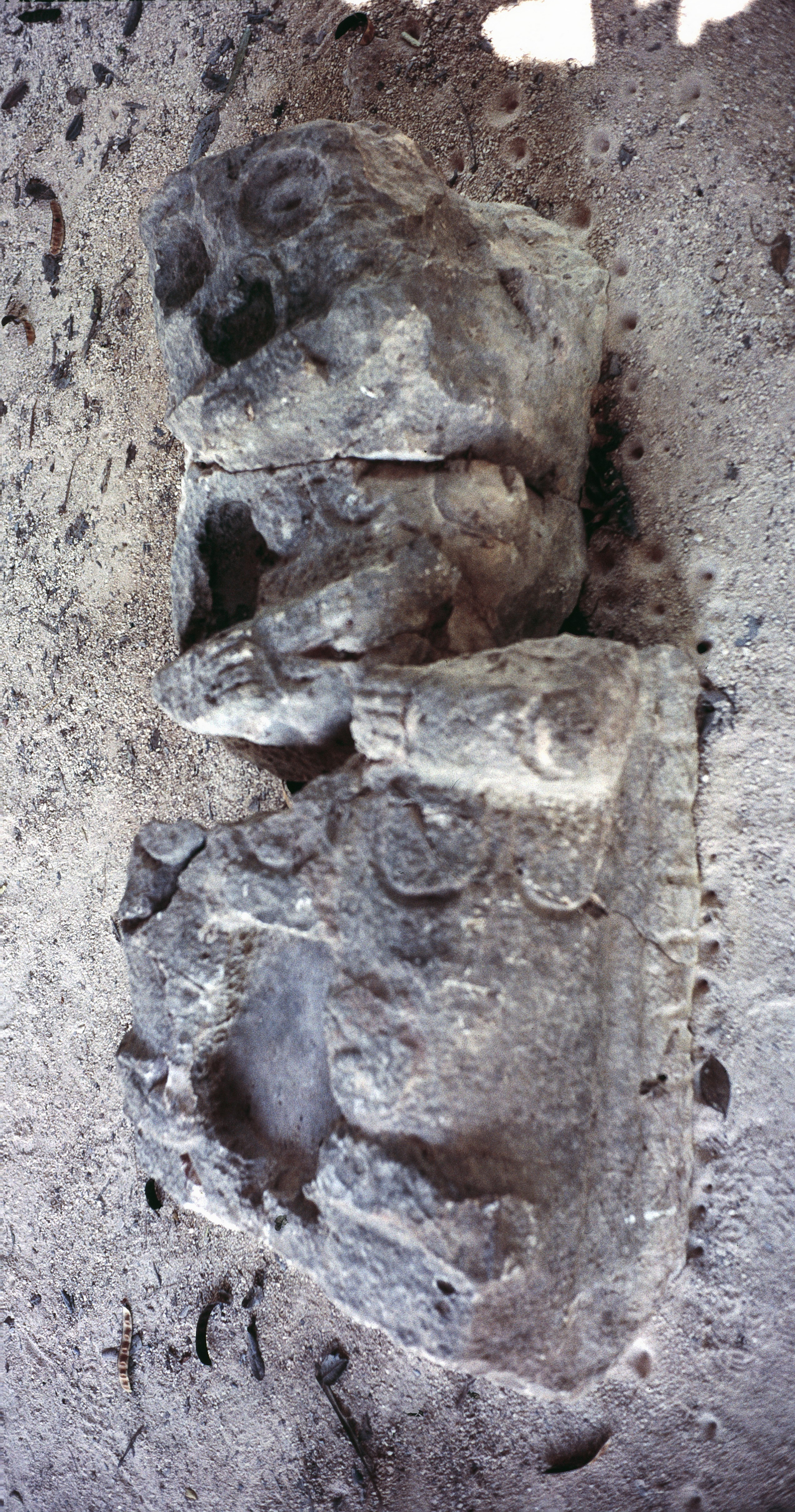
Figure à l'origine du nom de "Vieja"

La maison de la Vieille (Casa de la Vieja en espagnol) est en fait à mi-hauteur du flanc nord ouest de la pyramide. Elle est de style Puuc ancien et compte ainsi parmi les plus vieux bâtiments de Uxmal. Ce bâtiment est sur une plus petite pyramide qui est plus ancienne que celle située derrière. Le bâtiment dont la moitié nord est écroulée, possédait deux chambres communiquant par une entrée à l'ouest. Les portes avaient des linteaux de bois. La partie subsistante de la crête faîtière montre sur le côté de nombreuses ouvertures et des tenons pour la fixation de décors en stuc disparus.
De nombreux autres bâtiments, certains de taille importante, parsèment le site d'Uxmal, dans différents états de conservation.
La majorité des inscriptions hiéroglyphiques se trouvent sur des stèles regroupées de manière inhabituelle sur une seule plate-forme. Les stèles dépeignent les anciens dirigeants de la cité ; certaines ayant été restaurées et redressées, cela prouverait qu'elles ont été volontairement renversées et brisées dans les temps anciens.
Un autre indice d'une guerre ou d'une bataille a été trouvé dans les restes d'un mur qui encerclait la plus grande partie du centre cérémoniel central.
Un sacbe relie Uxmal au site de Kabah, à 18 km au sud.

## L'histoire contemporaine des ruines

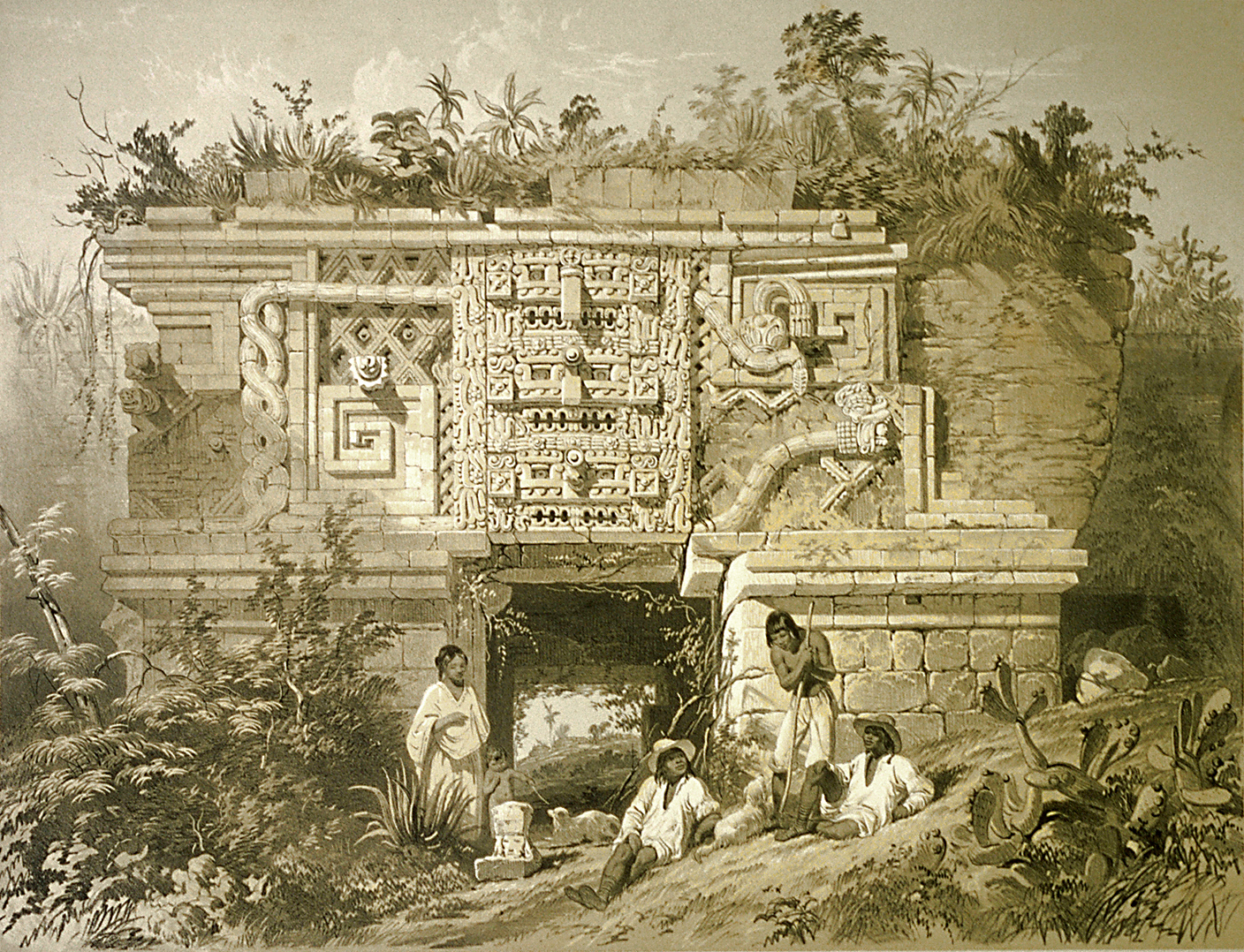
Dessin de Frederick Catherwood

Le chroniqueur espagnol Antonio de Ciudad Real fut le premier à décrire les ruines lors du passage qu'il y fit en 1588.
La première description détaillée des ruines a été éditée par Jean Fréderic Waldeck en 1838. John Lloyd Stephens et Frederick Catherwood ont fait deux visites prolongées à Uxmal au début des années 1840, ramenant tant de plans et de schémas qu'ils auraient pu être employés pour construire une reproduction de la ville antique (malheureusement la plupart des schémas ont été perdus).
Désiré Charnay a pris une série de photographies d'Uxmal en 1860, à la suite de quoi l'impératrice Charlotte du Mexique décida de visiter Uxmal, et les autorités locales enlevèrent des façades antiques quelques statues et éléments architecturaux comportant des thèmes phalliques.
Sylvanus Morley a cartographié le site en 1909, en incluant quelques bâtiments précédemment ignorés.
Le premier projet du gouvernement mexicain de préservation du site date de 1927. Les restaurations commencèrent en 1936 sous a direction de José Erosa Peniche.
En 1930, Frans Blom a mené une expédition pour l'Université Tulane permettant de construire une reproduction du Quadrilatère des Nonnes à la foire mondiale de Chicago en 1933.
Deux hôtels et un petit musée ont été construits à côté des ruines de la ville antique.

### Autres lectures
- Le Yucatan et ses cités archéologiques, par Gerardo Bustos, Monclem Ediciones, Mexico,  (ISBN 968-6434-57-7)
- Jeff Karl Kowalski: The House of the Governor. A Maya palace at Uxmal,Yucatan, Mexico. University of Oklahoma Press, Norman 1987,  (ISBN 0-8061-2035-5).
- H. E. D. Pollock: The Puuc.An architectural survey of the hill country of Yucatan and northern Campeche, Mexico. Peabody Museums of Archaeology and Ethnology, Cambridge, Mass. 1980,  (ISBN 0-87365-693-8).
- Eduard Seler: Die Ruinen von Uxmal, Verlag der Königl. Akademie der Wissenschaften, Berlin 1917 (Abhandlungen der Königlich Preussischen Akademie der Wissenschaften, Philosophisch-Historische Klasse, Nr. 3).